# The Platinum Collection (Queen)
The Platinum Collection is een box set van de Engelse rockgroep Queen uit 2000 waarop al hun Greatest Hits-albums staan: Greatest Hits, Greatest Hits II en Greatest Hits III. Een boekje met feiten over de nummers en foto's is ook bij de box set uitgebracht. De albumrelease in de Verenigde Staten was vertraagd tot september 2002 en bevatte de gemasterde Japanse versies van Greatest Hits I en II en de Canadese versie van The Platinum Collection.
Het album kwam tot nummer 2 in het Verenigd Koninkrijk, waar het opgehouden werd door Moby's album 18. Met 421 weken is het het langst genoteerde album in de Vlaamse Ultratop 100/200 Albums.
Het is de best verkopende box set in de Verenigde Staten.

## Tracklist

### Greatest Hits(1981)
| Track | Titel                          | Schrijver       | Afkomstig van        | Lengte |
| ----- | ------------------------------ | --------------- | -------------------- | ------ |
| 1     | Bohemian Rhapsody              | Freddie Mercury | A Night at the Opera | 5:55   |
| 2     | Another One Bites the Dust     | John Deacon     | The Game             | 3:36   |
| 3     | Killer Queen                   | Mercury         | Sheer Heart Attack   | 2:57   |
| 4     | Fat Bottomed Girls             | Brian May       | Jazz                 | 3:15   |
| 5     | Bicycle Race                   | Mercury         | Jazz                 | 3:01   |
| 6     | You're My Best Friend          | Deacon          | A Night at the Opera | 2:52   |
| 7     | Don't Stop Me Now              | Mercury         | Jazz                 | 3:29   |
| 8     | Save Me                        | May             | The Game             | 3:48   |
| 9     | Crazy Little Thing Called Love | Mercury         | The Game             | 2:42   |
| 10    | Somebody To Love               | Mercury         | A Day at the Races   | 4:56   |
| 11    | Now I'm Here                   | May             | Sheer Heart Attack   | 4:10   |
| 12    | Good Old-Fashioned Lover Boy   | Mercury         | A Day at the Races   | 2:54   |
| 13    | Play The Game                  | Mercury         | The Game             | 3:33   |
| 14    | Flash                          | May             | Flash Gordon         | 2:48   |
| 15    | Seven Seas of Rhye             | Mercury         | Queen II             | 2:47   |
| 16    | We Will Rock You               | May             | News of the World    | 2:01   |
| 17    | We Are The Champions           | Mercury         | News of the World    | 2:59   |

### Greatest Hits II(1991)
| Track | Titel                     | Schrijver         | Afkomstig van    | Lengte |
| ----- | ------------------------- | ----------------- | ---------------- | ------ |
| 1     | A Kind Of Magic           | Roger Taylor      | A Kind of Magic  | 4:22   |
| 2     | Under Pressure            | Queen/David Bowie | Hot Space        | 3:56   |
| 3     | Radio Ga Ga               | Taylor            | The Works        | 5:43   |
| 4     | I Want It All             | Queen             | The Miracle      | 4:01   |
| 5     | I Want To Break Free      | Deacon            | The Works        | 4:18   |
| 6     | Innuendo                  | Queen             | Innuendo (album) | 6:27   |
| 7     | It's a Hard Life          | Mercury           | The Works        | 4:09   |
| 8     | Breakthru                 | Queen             | The Miracle      | 4:09   |
| 9     | Who Wants To Live Forever | May               | A Kind Of Magic  | 4:57   |
| 10    | Headlong                  | Queen             | Innuendo         | 4:33   |
| 11    | The Miracle               | Queen             | The Miracle      | 4:54   |
| 12    | I'm Going Slightly Mad    | Queen             | Innuendo         | 4:07   |
| 13    | The Invisible Man         | Queen             | The Miracle      | 3:58   |
| 14    | Hammer To Fall            | May               | The Works        | 3:40   |
| 15    | Friends Will Be Friends   | Mercury/Deacon    | A Kind of Magic  | 4:07   |
| 16    | The Show Must Go On       | Queen             | Innuendo         | 4:23   |
| 17    | One Vision                | Queen             | A Kind of Magic  | 4:02   |

### Greatest Hits III(1999)
| Track | Titel                                                                   | Schrijver                           | Afkomstig van                                                     | Lengte |
| ----- | ----------------------------------------------------------------------- | ----------------------------------- | ----------------------------------------------------------------- | ------ |
| 1     | The Show Must Go On (live met Elton John)                               | Queen                               | Première van het "Ballet for Life" van Maurice Béjart, 1997       | 4:35   |
| 2     | Under Pressure (Rah Mix met David Bowie)                                | Queen/Bowie                         | Een voor deze compilatie gemaakte remix                           | 4:08   |
| 3     | Barcelona (Freddie Mercury en Montserrat Caballé)                       | Mercury, Mike Moran                 | Solo-album "Barcelona"                                            | 4:25   |
| 4     | Too Much Love Will Kill You                                             | May, Frank Musker, Elizabeth Lamers | Made in Heaven (origineel door Brian May: Back To The Light)      | 4:18   |
| 5     | Somebody to Love (live met George Michael)                              | Mercury                             | Freddie Mercury Tribute Concert                                   | 5:07   |
| 6     | You Don't Fool Me                                                       | Queen                               | Made in Heaven                                                    | 5:22   |
| 7     | Heaven For Everyone                                                     | Taylor                              | Made in Heaven (origineel door Roger Taylor: The Cross, Shove It) | 4:37   |
| 8     | Las Palabras de Amor                                                    | May                                 | Hot Space                                                         | 4:29   |
| 9     | Driven By You (Brian May)                                               | May                                 | Solo-album Back To The Light                                      | 4:09   |
| 10    | Living On My Own (Freddie Mercury)                                      | Mercury                             | Solo-album Mr. Bad Guy                                            | 3:37   |
| 11    | Let Me Live                                                             | Queen                               | Made in Heaven                                                    | 4:45   |
| 12    | The Great Pretender (Freddie Mercury) (cover van The Platters)          | Buck Ram                            | The Freddie Mercury Album                                         | 3:26   |
| 13    | Princes of the Universe                                                 | Mercury                             | A Kind Of Magic                                                   | 3:31   |
| 14    | Another One Bites the Dust (remix met Wyclef Jean, Pras Michel en Free) | Deacon                              | Small Soldiers (origineel: The Game)                              | 4:20   |
| 15    | No-One But You (Only The Good Die Young)                                | May                                 | Queen Rocks                                                       | 4:11   |
| 16    | These Are the Days of Our Lives                                         | Queen                               | Innuendo                                                          | 4:22   |
| 17    | Thank God It's Christmas                                                | Taylor/May                          | Kerstsingle uit 1984                                              | 4:19   |

## Hitnoteringen

### NederlandseAlbum Top 100
| Hitnotering (week 1 t/m 9): 02-12-2000 t/m 27-01-2001 Hitnotering (week 10): 10-02-2001 Hitnotering (week 11 t/m 71): 20-10-2001 t/m 21-12-2002 Hitnotering (week 72 t/m 104): 08-01-2005 t/m 20-08-2005 Hitnotering (week 105 t/m 107): 30-07-2011 t/m 13-08-2011 Hitnotering (week 108 t/m 109): 03-09-2011 t/m 10-09-2011 Hitnotering (week 110): 24-09-2011 Hitnotering (week 111 t/m 124): 26-11-2011 t/m 03-03-2012 Hitnotering (week 125): 21-07-2012 Hitnotering (week 126 t/m 129): 04-08-2012 t/m 25-08-2012 Hitnotering (week 130): 08-09-2012 Hitnotering (week 131 t/m 132): 29-09-2012 t/m 06-10-2012 Hitnotering (week 133): 20-10-2012 Hitnotering (week 134 t/m 135): 05-01-2013 t/m 12-01-2013 Hitnotering (week 136 t/m 137): 23-02-2013 t/m 02-03-2013 Hitnotering (week 138 t/m 139): 04-05-2013 t/m 11-05-2013 Hitnotering (week 140 t/m 141): 10-08-2013 t/m 17-08-2013 Hitnotering (week 142): 31-08-2013 Hitnotering (week 143 t/m 145): 23-08-2014 t/m 06-09-2014 Hitnotering (week 146): 07-02-2015 Hitnotering (week 147): 09-05-2015 Hitnotering (week 148): 23-05-2015 Hitnotering (week 149 t/m 150): 25-07-2015 t/m 01-08-2015 Hitnotering (week 151): 29-08-2015 Hitnotering (week 152 t/m 153): 12-09-2015 t/m 19-09-2015 Hitnotering (week 154 t/m 155): 19-12-2015 t/m 26-12-2015 Hitnotering (week 156 t/m 157): 09-01-2016 t/m 16-01-2016 Hitnotering (week 158 t/m 178): 10-11-2018 t/m 30-03-2019 Hitnotering (week 179 t/m 180): 04-05-2019 t/m 11-05-2019 | Hitnotering (week 1 t/m 9): 02-12-2000 t/m 27-01-2001 Hitnotering (week 10): 10-02-2001 Hitnotering (week 11 t/m 71): 20-10-2001 t/m 21-12-2002 Hitnotering (week 72 t/m 104): 08-01-2005 t/m 20-08-2005 Hitnotering (week 105 t/m 107): 30-07-2011 t/m 13-08-2011 Hitnotering (week 108 t/m 109): 03-09-2011 t/m 10-09-2011 Hitnotering (week 110): 24-09-2011 Hitnotering (week 111 t/m 124): 26-11-2011 t/m 03-03-2012 Hitnotering (week 125): 21-07-2012 Hitnotering (week 126 t/m 129): 04-08-2012 t/m 25-08-2012 Hitnotering (week 130): 08-09-2012 Hitnotering (week 131 t/m 132): 29-09-2012 t/m 06-10-2012 Hitnotering (week 133): 20-10-2012 Hitnotering (week 134 t/m 135): 05-01-2013 t/m 12-01-2013 Hitnotering (week 136 t/m 137): 23-02-2013 t/m 02-03-2013 Hitnotering (week 138 t/m 139): 04-05-2013 t/m 11-05-2013 Hitnotering (week 140 t/m 141): 10-08-2013 t/m 17-08-2013 Hitnotering (week 142): 31-08-2013 Hitnotering (week 143 t/m 145): 23-08-2014 t/m 06-09-2014 Hitnotering (week 146): 07-02-2015 Hitnotering (week 147): 09-05-2015 Hitnotering (week 148): 23-05-2015 Hitnotering (week 149 t/m 150): 25-07-2015 t/m 01-08-2015 Hitnotering (week 151): 29-08-2015 Hitnotering (week 152 t/m 153): 12-09-2015 t/m 19-09-2015 Hitnotering (week 154 t/m 155): 19-12-2015 t/m 26-12-2015 Hitnotering (week 156 t/m 157): 09-01-2016 t/m 16-01-2016 Hitnotering (week 158 t/m 178): 10-11-2018 t/m 30-03-2019 Hitnotering (week 179 t/m 180): 04-05-2019 t/m 11-05-2019 | Hitnotering (week 1 t/m 9): 02-12-2000 t/m 27-01-2001 Hitnotering (week 10): 10-02-2001 Hitnotering (week 11 t/m 71): 20-10-2001 t/m 21-12-2002 Hitnotering (week 72 t/m 104): 08-01-2005 t/m 20-08-2005 Hitnotering (week 105 t/m 107): 30-07-2011 t/m 13-08-2011 Hitnotering (week 108 t/m 109): 03-09-2011 t/m 10-09-2011 Hitnotering (week 110): 24-09-2011 Hitnotering (week 111 t/m 124): 26-11-2011 t/m 03-03-2012 Hitnotering (week 125): 21-07-2012 Hitnotering (week 126 t/m 129): 04-08-2012 t/m 25-08-2012 Hitnotering (week 130): 08-09-2012 Hitnotering (week 131 t/m 132): 29-09-2012 t/m 06-10-2012 Hitnotering (week 133): 20-10-2012 Hitnotering (week 134 t/m 135): 05-01-2013 t/m 12-01-2013 Hitnotering (week 136 t/m 137): 23-02-2013 t/m 02-03-2013 Hitnotering (week 138 t/m 139): 04-05-2013 t/m 11-05-2013 Hitnotering (week 140 t/m 141): 10-08-2013 t/m 17-08-2013 Hitnotering (week 142): 31-08-2013 Hitnotering (week 143 t/m 145): 23-08-2014 t/m 06-09-2014 Hitnotering (week 146): 07-02-2015 Hitnotering (week 147): 09-05-2015 Hitnotering (week 148): 23-05-2015 Hitnotering (week 149 t/m 150): 25-07-2015 t/m 01-08-2015 Hitnotering (week 151): 29-08-2015 Hitnotering (week 152 t/m 153): 12-09-2015 t/m 19-09-2015 Hitnotering (week 154 t/m 155): 19-12-2015 t/m 26-12-2015 Hitnotering (week 156 t/m 157): 09-01-2016 t/m 16-01-2016 Hitnotering (week 158 t/m 178): 10-11-2018 t/m 30-03-2019 Hitnotering (week 179 t/m 180): 04-05-2019 t/m 11-05-2019 | Hitnotering (week 1 t/m 9): 02-12-2000 t/m 27-01-2001 Hitnotering (week 10): 10-02-2001 Hitnotering (week 11 t/m 71): 20-10-2001 t/m 21-12-2002 Hitnotering (week 72 t/m 104): 08-01-2005 t/m 20-08-2005 Hitnotering (week 105 t/m 107): 30-07-2011 t/m 13-08-2011 Hitnotering (week 108 t/m 109): 03-09-2011 t/m 10-09-2011 Hitnotering (week 110): 24-09-2011 Hitnotering (week 111 t/m 124): 26-11-2011 t/m 03-03-2012 Hitnotering (week 125): 21-07-2012 Hitnotering (week 126 t/m 129): 04-08-2012 t/m 25-08-2012 Hitnotering (week 130): 08-09-2012 Hitnotering (week 131 t/m 132): 29-09-2012 t/m 06-10-2012 Hitnotering (week 133): 20-10-2012 Hitnotering (week 134 t/m 135): 05-01-2013 t/m 12-01-2013 Hitnotering (week 136 t/m 137): 23-02-2013 t/m 02-03-2013 Hitnotering (week 138 t/m 139): 04-05-2013 t/m 11-05-2013 Hitnotering (week 140 t/m 141): 10-08-2013 t/m 17-08-2013 Hitnotering (week 142): 31-08-2013 Hitnotering (week 143 t/m 145): 23-08-2014 t/m 06-09-2014 Hitnotering (week 146): 07-02-2015 Hitnotering (week 147): 09-05-2015 Hitnotering (week 148): 23-05-2015 Hitnotering (week 149 t/m 150): 25-07-2015 t/m 01-08-2015 Hitnotering (week 151): 29-08-2015 Hitnotering (week 152 t/m 153): 12-09-2015 t/m 19-09-2015 Hitnotering (week 154 t/m 155): 19-12-2015 t/m 26-12-2015 Hitnotering (week 156 t/m 157): 09-01-2016 t/m 16-01-2016 Hitnotering (week 158 t/m 178): 10-11-2018 t/m 30-03-2019 Hitnotering (week 179 t/m 180): 04-05-2019 t/m 11-05-2019 | Hitnotering (week 1 t/m 9): 02-12-2000 t/m 27-01-2001 Hitnotering (week 10): 10-02-2001 Hitnotering (week 11 t/m 71): 20-10-2001 t/m 21-12-2002 Hitnotering (week 72 t/m 104): 08-01-2005 t/m 20-08-2005 Hitnotering (week 105 t/m 107): 30-07-2011 t/m 13-08-2011 Hitnotering (week 108 t/m 109): 03-09-2011 t/m 10-09-2011 Hitnotering (week 110): 24-09-2011 Hitnotering (week 111 t/m 124): 26-11-2011 t/m 03-03-2012 Hitnotering (week 125): 21-07-2012 Hitnotering (week 126 t/m 129): 04-08-2012 t/m 25-08-2012 Hitnotering (week 130): 08-09-2012 Hitnotering (week 131 t/m 132): 29-09-2012 t/m 06-10-2012 Hitnotering (week 133): 20-10-2012 Hitnotering (week 134 t/m 135): 05-01-2013 t/m 12-01-2013 Hitnotering (week 136 t/m 137): 23-02-2013 t/m 02-03-2013 Hitnotering (week 138 t/m 139): 04-05-2013 t/m 11-05-2013 Hitnotering (week 140 t/m 141): 10-08-2013 t/m 17-08-2013 Hitnotering (week 142): 31-08-2013 Hitnotering (week 143 t/m 145): 23-08-2014 t/m 06-09-2014 Hitnotering (week 146): 07-02-2015 Hitnotering (week 147): 09-05-2015 Hitnotering (week 148): 23-05-2015 Hitnotering (week 149 t/m 150): 25-07-2015 t/m 01-08-2015 Hitnotering (week 151): 29-08-2015 Hitnotering (week 152 t/m 153): 12-09-2015 t/m 19-09-2015 Hitnotering (week 154 t/m 155): 19-12-2015 t/m 26-12-2015 Hitnotering (week 156 t/m 157): 09-01-2016 t/m 16-01-2016 Hitnotering (week 158 t/m 178): 10-11-2018 t/m 30-03-2019 Hitnotering (week 179 t/m 180): 04-05-2019 t/m 11-05-2019 | Hitnotering (week 1 t/m 9): 02-12-2000 t/m 27-01-2001 Hitnotering (week 10): 10-02-2001 Hitnotering (week 11 t/m 71): 20-10-2001 t/m 21-12-2002 Hitnotering (week 72 t/m 104): 08-01-2005 t/m 20-08-2005 Hitnotering (week 105 t/m 107): 30-07-2011 t/m 13-08-2011 Hitnotering (week 108 t/m 109): 03-09-2011 t/m 10-09-2011 Hitnotering (week 110): 24-09-2011 Hitnotering (week 111 t/m 124): 26-11-2011 t/m 03-03-2012 Hitnotering (week 125): 21-07-2012 Hitnotering (week 126 t/m 129): 04-08-2012 t/m 25-08-2012 Hitnotering (week 130): 08-09-2012 Hitnotering (week 131 t/m 132): 29-09-2012 t/m 06-10-2012 Hitnotering (week 133): 20-10-2012 Hitnotering (week 134 t/m 135): 05-01-2013 t/m 12-01-2013 Hitnotering (week 136 t/m 137): 23-02-2013 t/m 02-03-2013 Hitnotering (week 138 t/m 139): 04-05-2013 t/m 11-05-2013 Hitnotering (week 140 t/m 141): 10-08-2013 t/m 17-08-2013 Hitnotering (week 142): 31-08-2013 Hitnotering (week 143 t/m 145): 23-08-2014 t/m 06-09-2014 Hitnotering (week 146): 07-02-2015 Hitnotering (week 147): 09-05-2015 Hitnotering (week 148): 23-05-2015 Hitnotering (week 149 t/m 150): 25-07-2015 t/m 01-08-2015 Hitnotering (week 151): 29-08-2015 Hitnotering (week 152 t/m 153): 12-09-2015 t/m 19-09-2015 Hitnotering (week 154 t/m 155): 19-12-2015 t/m 26-12-2015 Hitnotering (week 156 t/m 157): 09-01-2016 t/m 16-01-2016 Hitnotering (week 158 t/m 178): 10-11-2018 t/m 30-03-2019 Hitnotering (week 179 t/m 180): 04-05-2019 t/m 11-05-2019 | Hitnotering (week 1 t/m 9): 02-12-2000 t/m 27-01-2001 Hitnotering (week 10): 10-02-2001 Hitnotering (week 11 t/m 71): 20-10-2001 t/m 21-12-2002 Hitnotering (week 72 t/m 104): 08-01-2005 t/m 20-08-2005 Hitnotering (week 105 t/m 107): 30-07-2011 t/m 13-08-2011 Hitnotering (week 108 t/m 109): 03-09-2011 t/m 10-09-2011 Hitnotering (week 110): 24-09-2011 Hitnotering (week 111 t/m 124): 26-11-2011 t/m 03-03-2012 Hitnotering (week 125): 21-07-2012 Hitnotering (week 126 t/m 129): 04-08-2012 t/m 25-08-2012 Hitnotering (week 130): 08-09-2012 Hitnotering (week 131 t/m 132): 29-09-2012 t/m 06-10-2012 Hitnotering (week 133): 20-10-2012 Hitnotering (week 134 t/m 135): 05-01-2013 t/m 12-01-2013 Hitnotering (week 136 t/m 137): 23-02-2013 t/m 02-03-2013 Hitnotering (week 138 t/m 139): 04-05-2013 t/m 11-05-2013 Hitnotering (week 140 t/m 141): 10-08-2013 t/m 17-08-2013 Hitnotering (week 142): 31-08-2013 Hitnotering (week 143 t/m 145): 23-08-2014 t/m 06-09-2014 Hitnotering (week 146): 07-02-2015 Hitnotering (week 147): 09-05-2015 Hitnotering (week 148): 23-05-2015 Hitnotering (week 149 t/m 150): 25-07-2015 t/m 01-08-2015 Hitnotering (week 151): 29-08-2015 Hitnotering (week 152 t/m 153): 12-09-2015 t/m 19-09-2015 Hitnotering (week 154 t/m 155): 19-12-2015 t/m 26-12-2015 Hitnotering (week 156 t/m 157): 09-01-2016 t/m 16-01-2016 Hitnotering (week 158 t/m 178): 10-11-2018 t/m 30-03-2019 Hitnotering (week 179 t/m 180): 04-05-2019 t/m 11-05-2019 | Hitnotering (week 1 t/m 9): 02-12-2000 t/m 27-01-2001 Hitnotering (week 10): 10-02-2001 Hitnotering (week 11 t/m 71): 20-10-2001 t/m 21-12-2002 Hitnotering (week 72 t/m 104): 08-01-2005 t/m 20-08-2005 Hitnotering (week 105 t/m 107): 30-07-2011 t/m 13-08-2011 Hitnotering (week 108 t/m 109): 03-09-2011 t/m 10-09-2011 Hitnotering (week 110): 24-09-2011 Hitnotering (week 111 t/m 124): 26-11-2011 t/m 03-03-2012 Hitnotering (week 125): 21-07-2012 Hitnotering (week 126 t/m 129): 04-08-2012 t/m 25-08-2012 Hitnotering (week 130): 08-09-2012 Hitnotering (week 131 t/m 132): 29-09-2012 t/m 06-10-2012 Hitnotering (week 133): 20-10-2012 Hitnotering (week 134 t/m 135): 05-01-2013 t/m 12-01-2013 Hitnotering (week 136 t/m 137): 23-02-2013 t/m 02-03-2013 Hitnotering (week 138 t/m 139): 04-05-2013 t/m 11-05-2013 Hitnotering (week 140 t/m 141): 10-08-2013 t/m 17-08-2013 Hitnotering (week 142): 31-08-2013 Hitnotering (week 143 t/m 145): 23-08-2014 t/m 06-09-2014 Hitnotering (week 146): 07-02-2015 Hitnotering (week 147): 09-05-2015 Hitnotering (week 148): 23-05-2015 Hitnotering (week 149 t/m 150): 25-07-2015 t/m 01-08-2015 Hitnotering (week 151): 29-08-2015 Hitnotering (week 152 t/m 153): 12-09-2015 t/m 19-09-2015 Hitnotering (week 154 t/m 155): 19-12-2015 t/m 26-12-2015 Hitnotering (week 156 t/m 157): 09-01-2016 t/m 16-01-2016 Hitnotering (week 158 t/m 178): 10-11-2018 t/m 30-03-2019 Hitnotering (week 179 t/m 180): 04-05-2019 t/m 11-05-2019 | Hitnotering (week 1 t/m 9): 02-12-2000 t/m 27-01-2001 Hitnotering (week 10): 10-02-2001 Hitnotering (week 11 t/m 71): 20-10-2001 t/m 21-12-2002 Hitnotering (week 72 t/m 104): 08-01-2005 t/m 20-08-2005 Hitnotering (week 105 t/m 107): 30-07-2011 t/m 13-08-2011 Hitnotering (week 108 t/m 109): 03-09-2011 t/m 10-09-2011 Hitnotering (week 110): 24-09-2011 Hitnotering (week 111 t/m 124): 26-11-2011 t/m 03-03-2012 Hitnotering (week 125): 21-07-2012 Hitnotering (week 126 t/m 129): 04-08-2012 t/m 25-08-2012 Hitnotering (week 130): 08-09-2012 Hitnotering (week 131 t/m 132): 29-09-2012 t/m 06-10-2012 Hitnotering (week 133): 20-10-2012 Hitnotering (week 134 t/m 135): 05-01-2013 t/m 12-01-2013 Hitnotering (week 136 t/m 137): 23-02-2013 t/m 02-03-2013 Hitnotering (week 138 t/m 139): 04-05-2013 t/m 11-05-2013 Hitnotering (week 140 t/m 141): 10-08-2013 t/m 17-08-2013 Hitnotering (week 142): 31-08-2013 Hitnotering (week 143 t/m 145): 23-08-2014 t/m 06-09-2014 Hitnotering (week 146): 07-02-2015 Hitnotering (week 147): 09-05-2015 Hitnotering (week 148): 23-05-2015 Hitnotering (week 149 t/m 150): 25-07-2015 t/m 01-08-2015 Hitnotering (week 151): 29-08-2015 Hitnotering (week 152 t/m 153): 12-09-2015 t/m 19-09-2015 Hitnotering (week 154 t/m 155): 19-12-2015 t/m 26-12-2015 Hitnotering (week 156 t/m 157): 09-01-2016 t/m 16-01-2016 Hitnotering (week 158 t/m 178): 10-11-2018 t/m 30-03-2019 Hitnotering (week 179 t/m 180): 04-05-2019 t/m 11-05-2019 | Hitnotering (week 1 t/m 9): 02-12-2000 t/m 27-01-2001 Hitnotering (week 10): 10-02-2001 Hitnotering (week 11 t/m 71): 20-10-2001 t/m 21-12-2002 Hitnotering (week 72 t/m 104): 08-01-2005 t/m 20-08-2005 Hitnotering (week 105 t/m 107): 30-07-2011 t/m 13-08-2011 Hitnotering (week 108 t/m 109): 03-09-2011 t/m 10-09-2011 Hitnotering (week 110): 24-09-2011 Hitnotering (week 111 t/m 124): 26-11-2011 t/m 03-03-2012 Hitnotering (week 125): 21-07-2012 Hitnotering (week 126 t/m 129): 04-08-2012 t/m 25-08-2012 Hitnotering (week 130): 08-09-2012 Hitnotering (week 131 t/m 132): 29-09-2012 t/m 06-10-2012 Hitnotering (week 133): 20-10-2012 Hitnotering (week 134 t/m 135): 05-01-2013 t/m 12-01-2013 Hitnotering (week 136 t/m 137): 23-02-2013 t/m 02-03-2013 Hitnotering (week 138 t/m 139): 04-05-2013 t/m 11-05-2013 Hitnotering (week 140 t/m 141): 10-08-2013 t/m 17-08-2013 Hitnotering (week 142): 31-08-2013 Hitnotering (week 143 t/m 145): 23-08-2014 t/m 06-09-2014 Hitnotering (week 146): 07-02-2015 Hitnotering (week 147): 09-05-2015 Hitnotering (week 148): 23-05-2015 Hitnotering (week 149 t/m 150): 25-07-2015 t/m 01-08-2015 Hitnotering (week 151): 29-08-2015 Hitnotering (week 152 t/m 153): 12-09-2015 t/m 19-09-2015 Hitnotering (week 154 t/m 155): 19-12-2015 t/m 26-12-2015 Hitnotering (week 156 t/m 157): 09-01-2016 t/m 16-01-2016 Hitnotering (week 158 t/m 178): 10-11-2018 t/m 30-03-2019 Hitnotering (week 179 t/m 180): 04-05-2019 t/m 11-05-2019 | Hitnotering (week 1 t/m 9): 02-12-2000 t/m 27-01-2001 Hitnotering (week 10): 10-02-2001 Hitnotering (week 11 t/m 71): 20-10-2001 t/m 21-12-2002 Hitnotering (week 72 t/m 104): 08-01-2005 t/m 20-08-2005 Hitnotering (week 105 t/m 107): 30-07-2011 t/m 13-08-2011 Hitnotering (week 108 t/m 109): 03-09-2011 t/m 10-09-2011 Hitnotering (week 110): 24-09-2011 Hitnotering (week 111 t/m 124): 26-11-2011 t/m 03-03-2012 Hitnotering (week 125): 21-07-2012 Hitnotering (week 126 t/m 129): 04-08-2012 t/m 25-08-2012 Hitnotering (week 130): 08-09-2012 Hitnotering (week 131 t/m 132): 29-09-2012 t/m 06-10-2012 Hitnotering (week 133): 20-10-2012 Hitnotering (week 134 t/m 135): 05-01-2013 t/m 12-01-2013 Hitnotering (week 136 t/m 137): 23-02-2013 t/m 02-03-2013 Hitnotering (week 138 t/m 139): 04-05-2013 t/m 11-05-2013 Hitnotering (week 140 t/m 141): 10-08-2013 t/m 17-08-2013 Hitnotering (week 142): 31-08-2013 Hitnotering (week 143 t/m 145): 23-08-2014 t/m 06-09-2014 Hitnotering (week 146): 07-02-2015 Hitnotering (week 147): 09-05-2015 Hitnotering (week 148): 23-05-2015 Hitnotering (week 149 t/m 150): 25-07-2015 t/m 01-08-2015 Hitnotering (week 151): 29-08-2015 Hitnotering (week 152 t/m 153): 12-09-2015 t/m 19-09-2015 Hitnotering (week 154 t/m 155): 19-12-2015 t/m 26-12-2015 Hitnotering (week 156 t/m 157): 09-01-2016 t/m 16-01-2016 Hitnotering (week 158 t/m 178): 10-11-2018 t/m 30-03-2019 Hitnotering (week 179 t/m 180): 04-05-2019 t/m 11-05-2019 | Hitnotering (week 1 t/m 9): 02-12-2000 t/m 27-01-2001 Hitnotering (week 10): 10-02-2001 Hitnotering (week 11 t/m 71): 20-10-2001 t/m 21-12-2002 Hitnotering (week 72 t/m 104): 08-01-2005 t/m 20-08-2005 Hitnotering (week 105 t/m 107): 30-07-2011 t/m 13-08-2011 Hitnotering (week 108 t/m 109): 03-09-2011 t/m 10-09-2011 Hitnotering (week 110): 24-09-2011 Hitnotering (week 111 t/m 124): 26-11-2011 t/m 03-03-2012 Hitnotering (week 125): 21-07-2012 Hitnotering (week 126 t/m 129): 04-08-2012 t/m 25-08-2012 Hitnotering (week 130): 08-09-2012 Hitnotering (week 131 t/m 132): 29-09-2012 t/m 06-10-2012 Hitnotering (week 133): 20-10-2012 Hitnotering (week 134 t/m 135): 05-01-2013 t/m 12-01-2013 Hitnotering (week 136 t/m 137): 23-02-2013 t/m 02-03-2013 Hitnotering (week 138 t/m 139): 04-05-2013 t/m 11-05-2013 Hitnotering (week 140 t/m 141): 10-08-2013 t/m 17-08-2013 Hitnotering (week 142): 31-08-2013 Hitnotering (week 143 t/m 145): 23-08-2014 t/m 06-09-2014 Hitnotering (week 146): 07-02-2015 Hitnotering (week 147): 09-05-2015 Hitnotering (week 148): 23-05-2015 Hitnotering (week 149 t/m 150): 25-07-2015 t/m 01-08-2015 Hitnotering (week 151): 29-08-2015 Hitnotering (week 152 t/m 153): 12-09-2015 t/m 19-09-2015 Hitnotering (week 154 t/m 155): 19-12-2015 t/m 26-12-2015 Hitnotering (week 156 t/m 157): 09-01-2016 t/m 16-01-2016 Hitnotering (week 158 t/m 178): 10-11-2018 t/m 30-03-2019 Hitnotering (week 179 t/m 180): 04-05-2019 t/m 11-05-2019 | Hitnotering (week 1 t/m 9): 02-12-2000 t/m 27-01-2001 Hitnotering (week 10): 10-02-2001 Hitnotering (week 11 t/m 71): 20-10-2001 t/m 21-12-2002 Hitnotering (week 72 t/m 104): 08-01-2005 t/m 20-08-2005 Hitnotering (week 105 t/m 107): 30-07-2011 t/m 13-08-2011 Hitnotering (week 108 t/m 109): 03-09-2011 t/m 10-09-2011 Hitnotering (week 110): 24-09-2011 Hitnotering (week 111 t/m 124): 26-11-2011 t/m 03-03-2012 Hitnotering (week 125): 21-07-2012 Hitnotering (week 126 t/m 129): 04-08-2012 t/m 25-08-2012 Hitnotering (week 130): 08-09-2012 Hitnotering (week 131 t/m 132): 29-09-2012 t/m 06-10-2012 Hitnotering (week 133): 20-10-2012 Hitnotering (week 134 t/m 135): 05-01-2013 t/m 12-01-2013 Hitnotering (week 136 t/m 137): 23-02-2013 t/m 02-03-2013 Hitnotering (week 138 t/m 139): 04-05-2013 t/m 11-05-2013 Hitnotering (week 140 t/m 141): 10-08-2013 t/m 17-08-2013 Hitnotering (week 142): 31-08-2013 Hitnotering (week 143 t/m 145): 23-08-2014 t/m 06-09-2014 Hitnotering (week 146): 07-02-2015 Hitnotering (week 147): 09-05-2015 Hitnotering (week 148): 23-05-2015 Hitnotering (week 149 t/m 150): 25-07-2015 t/m 01-08-2015 Hitnotering (week 151): 29-08-2015 Hitnotering (week 152 t/m 153): 12-09-2015 t/m 19-09-2015 Hitnotering (week 154 t/m 155): 19-12-2015 t/m 26-12-2015 Hitnotering (week 156 t/m 157): 09-01-2016 t/m 16-01-2016 Hitnotering (week 158 t/m 178): 10-11-2018 t/m 30-03-2019 Hitnotering (week 179 t/m 180): 04-05-2019 t/m 11-05-2019 | Hitnotering (week 1 t/m 9): 02-12-2000 t/m 27-01-2001 Hitnotering (week 10): 10-02-2001 Hitnotering (week 11 t/m 71): 20-10-2001 t/m 21-12-2002 Hitnotering (week 72 t/m 104): 08-01-2005 t/m 20-08-2005 Hitnotering (week 105 t/m 107): 30-07-2011 t/m 13-08-2011 Hitnotering (week 108 t/m 109): 03-09-2011 t/m 10-09-2011 Hitnotering (week 110): 24-09-2011 Hitnotering (week 111 t/m 124): 26-11-2011 t/m 03-03-2012 Hitnotering (week 125): 21-07-2012 Hitnotering (week 126 t/m 129): 04-08-2012 t/m 25-08-2012 Hitnotering (week 130): 08-09-2012 Hitnotering (week 131 t/m 132): 29-09-2012 t/m 06-10-2012 Hitnotering (week 133): 20-10-2012 Hitnotering (week 134 t/m 135): 05-01-2013 t/m 12-01-2013 Hitnotering (week 136 t/m 137): 23-02-2013 t/m 02-03-2013 Hitnotering (week 138 t/m 139): 04-05-2013 t/m 11-05-2013 Hitnotering (week 140 t/m 141): 10-08-2013 t/m 17-08-2013 Hitnotering (week 142): 31-08-2013 Hitnotering (week 143 t/m 145): 23-08-2014 t/m 06-09-2014 Hitnotering (week 146): 07-02-2015 Hitnotering (week 147): 09-05-2015 Hitnotering (week 148): 23-05-2015 Hitnotering (week 149 t/m 150): 25-07-2015 t/m 01-08-2015 Hitnotering (week 151): 29-08-2015 Hitnotering (week 152 t/m 153): 12-09-2015 t/m 19-09-2015 Hitnotering (week 154 t/m 155): 19-12-2015 t/m 26-12-2015 Hitnotering (week 156 t/m 157): 09-01-2016 t/m 16-01-2016 Hitnotering (week 158 t/m 178): 10-11-2018 t/m 30-03-2019 Hitnotering (week 179 t/m 180): 04-05-2019 t/m 11-05-2019 | Hitnotering (week 1 t/m 9): 02-12-2000 t/m 27-01-2001 Hitnotering (week 10): 10-02-2001 Hitnotering (week 11 t/m 71): 20-10-2001 t/m 21-12-2002 Hitnotering (week 72 t/m 104): 08-01-2005 t/m 20-08-2005 Hitnotering (week 105 t/m 107): 30-07-2011 t/m 13-08-2011 Hitnotering (week 108 t/m 109): 03-09-2011 t/m 10-09-2011 Hitnotering (week 110): 24-09-2011 Hitnotering (week 111 t/m 124): 26-11-2011 t/m 03-03-2012 Hitnotering (week 125): 21-07-2012 Hitnotering (week 126 t/m 129): 04-08-2012 t/m 25-08-2012 Hitnotering (week 130): 08-09-2012 Hitnotering (week 131 t/m 132): 29-09-2012 t/m 06-10-2012 Hitnotering (week 133): 20-10-2012 Hitnotering (week 134 t/m 135): 05-01-2013 t/m 12-01-2013 Hitnotering (week 136 t/m 137): 23-02-2013 t/m 02-03-2013 Hitnotering (week 138 t/m 139): 04-05-2013 t/m 11-05-2013 Hitnotering (week 140 t/m 141): 10-08-2013 t/m 17-08-2013 Hitnotering (week 142): 31-08-2013 Hitnotering (week 143 t/m 145): 23-08-2014 t/m 06-09-2014 Hitnotering (week 146): 07-02-2015 Hitnotering (week 147): 09-05-2015 Hitnotering (week 148): 23-05-2015 Hitnotering (week 149 t/m 150): 25-07-2015 t/m 01-08-2015 Hitnotering (week 151): 29-08-2015 Hitnotering (week 152 t/m 153): 12-09-2015 t/m 19-09-2015 Hitnotering (week 154 t/m 155): 19-12-2015 t/m 26-12-2015 Hitnotering (week 156 t/m 157): 09-01-2016 t/m 16-01-2016 Hitnotering (week 158 t/m 178): 10-11-2018 t/m 30-03-2019 Hitnotering (week 179 t/m 180): 04-05-2019 t/m 11-05-2019 | Hitnotering (week 1 t/m 9): 02-12-2000 t/m 27-01-2001 Hitnotering (week 10): 10-02-2001 Hitnotering (week 11 t/m 71): 20-10-2001 t/m 21-12-2002 Hitnotering (week 72 t/m 104): 08-01-2005 t/m 20-08-2005 Hitnotering (week 105 t/m 107): 30-07-2011 t/m 13-08-2011 Hitnotering (week 108 t/m 109): 03-09-2011 t/m 10-09-2011 Hitnotering (week 110): 24-09-2011 Hitnotering (week 111 t/m 124): 26-11-2011 t/m 03-03-2012 Hitnotering (week 125): 21-07-2012 Hitnotering (week 126 t/m 129): 04-08-2012 t/m 25-08-2012 Hitnotering (week 130): 08-09-2012 Hitnotering (week 131 t/m 132): 29-09-2012 t/m 06-10-2012 Hitnotering (week 133): 20-10-2012 Hitnotering (week 134 t/m 135): 05-01-2013 t/m 12-01-2013 Hitnotering (week 136 t/m 137): 23-02-2013 t/m 02-03-2013 Hitnotering (week 138 t/m 139): 04-05-2013 t/m 11-05-2013 Hitnotering (week 140 t/m 141): 10-08-2013 t/m 17-08-2013 Hitnotering (week 142): 31-08-2013 Hitnotering (week 143 t/m 145): 23-08-2014 t/m 06-09-2014 Hitnotering (week 146): 07-02-2015 Hitnotering (week 147): 09-05-2015 Hitnotering (week 148): 23-05-2015 Hitnotering (week 149 t/m 150): 25-07-2015 t/m 01-08-2015 Hitnotering (week 151): 29-08-2015 Hitnotering (week 152 t/m 153): 12-09-2015 t/m 19-09-2015 Hitnotering (week 154 t/m 155): 19-12-2015 t/m 26-12-2015 Hitnotering (week 156 t/m 157): 09-01-2016 t/m 16-01-2016 Hitnotering (week 158 t/m 178): 10-11-2018 t/m 30-03-2019 Hitnotering (week 179 t/m 180): 04-05-2019 t/m 11-05-2019 | Hitnotering (week 1 t/m 9): 02-12-2000 t/m 27-01-2001 Hitnotering (week 10): 10-02-2001 Hitnotering (week 11 t/m 71): 20-10-2001 t/m 21-12-2002 Hitnotering (week 72 t/m 104): 08-01-2005 t/m 20-08-2005 Hitnotering (week 105 t/m 107): 30-07-2011 t/m 13-08-2011 Hitnotering (week 108 t/m 109): 03-09-2011 t/m 10-09-2011 Hitnotering (week 110): 24-09-2011 Hitnotering (week 111 t/m 124): 26-11-2011 t/m 03-03-2012 Hitnotering (week 125): 21-07-2012 Hitnotering (week 126 t/m 129): 04-08-2012 t/m 25-08-2012 Hitnotering (week 130): 08-09-2012 Hitnotering (week 131 t/m 132): 29-09-2012 t/m 06-10-2012 Hitnotering (week 133): 20-10-2012 Hitnotering (week 134 t/m 135): 05-01-2013 t/m 12-01-2013 Hitnotering (week 136 t/m 137): 23-02-2013 t/m 02-03-2013 Hitnotering (week 138 t/m 139): 04-05-2013 t/m 11-05-2013 Hitnotering (week 140 t/m 141): 10-08-2013 t/m 17-08-2013 Hitnotering (week 142): 31-08-2013 Hitnotering (week 143 t/m 145): 23-08-2014 t/m 06-09-2014 Hitnotering (week 146): 07-02-2015 Hitnotering (week 147): 09-05-2015 Hitnotering (week 148): 23-05-2015 Hitnotering (week 149 t/m 150): 25-07-2015 t/m 01-08-2015 Hitnotering (week 151): 29-08-2015 Hitnotering (week 152 t/m 153): 12-09-2015 t/m 19-09-2015 Hitnotering (week 154 t/m 155): 19-12-2015 t/m 26-12-2015 Hitnotering (week 156 t/m 157): 09-01-2016 t/m 16-01-2016 Hitnotering (week 158 t/m 178): 10-11-2018 t/m 30-03-2019 Hitnotering (week 179 t/m 180): 04-05-2019 t/m 11-05-2019 | Hitnotering (week 1 t/m 9): 02-12-2000 t/m 27-01-2001 Hitnotering (week 10): 10-02-2001 Hitnotering (week 11 t/m 71): 20-10-2001 t/m 21-12-2002 Hitnotering (week 72 t/m 104): 08-01-2005 t/m 20-08-2005 Hitnotering (week 105 t/m 107): 30-07-2011 t/m 13-08-2011 Hitnotering (week 108 t/m 109): 03-09-2011 t/m 10-09-2011 Hitnotering (week 110): 24-09-2011 Hitnotering (week 111 t/m 124): 26-11-2011 t/m 03-03-2012 Hitnotering (week 125): 21-07-2012 Hitnotering (week 126 t/m 129): 04-08-2012 t/m 25-08-2012 Hitnotering (week 130): 08-09-2012 Hitnotering (week 131 t/m 132): 29-09-2012 t/m 06-10-2012 Hitnotering (week 133): 20-10-2012 Hitnotering (week 134 t/m 135): 05-01-2013 t/m 12-01-2013 Hitnotering (week 136 t/m 137): 23-02-2013 t/m 02-03-2013 Hitnotering (week 138 t/m 139): 04-05-2013 t/m 11-05-2013 Hitnotering (week 140 t/m 141): 10-08-2013 t/m 17-08-2013 Hitnotering (week 142): 31-08-2013 Hitnotering (week 143 t/m 145): 23-08-2014 t/m 06-09-2014 Hitnotering (week 146): 07-02-2015 Hitnotering (week 147): 09-05-2015 Hitnotering (week 148): 23-05-2015 Hitnotering (week 149 t/m 150): 25-07-2015 t/m 01-08-2015 Hitnotering (week 151): 29-08-2015 Hitnotering (week 152 t/m 153): 12-09-2015 t/m 19-09-2015 Hitnotering (week 154 t/m 155): 19-12-2015 t/m 26-12-2015 Hitnotering (week 156 t/m 157): 09-01-2016 t/m 16-01-2016 Hitnotering (week 158 t/m 178): 10-11-2018 t/m 30-03-2019 Hitnotering (week 179 t/m 180): 04-05-2019 t/m 11-05-2019 | Hitnotering (week 1 t/m 9): 02-12-2000 t/m 27-01-2001 Hitnotering (week 10): 10-02-2001 Hitnotering (week 11 t/m 71): 20-10-2001 t/m 21-12-2002 Hitnotering (week 72 t/m 104): 08-01-2005 t/m 20-08-2005 Hitnotering (week 105 t/m 107): 30-07-2011 t/m 13-08-2011 Hitnotering (week 108 t/m 109): 03-09-2011 t/m 10-09-2011 Hitnotering (week 110): 24-09-2011 Hitnotering (week 111 t/m 124): 26-11-2011 t/m 03-03-2012 Hitnotering (week 125): 21-07-2012 Hitnotering (week 126 t/m 129): 04-08-2012 t/m 25-08-2012 Hitnotering (week 130): 08-09-2012 Hitnotering (week 131 t/m 132): 29-09-2012 t/m 06-10-2012 Hitnotering (week 133): 20-10-2012 Hitnotering (week 134 t/m 135): 05-01-2013 t/m 12-01-2013 Hitnotering (week 136 t/m 137): 23-02-2013 t/m 02-03-2013 Hitnotering (week 138 t/m 139): 04-05-2013 t/m 11-05-2013 Hitnotering (week 140 t/m 141): 10-08-2013 t/m 17-08-2013 Hitnotering (week 142): 31-08-2013 Hitnotering (week 143 t/m 145): 23-08-2014 t/m 06-09-2014 Hitnotering (week 146): 07-02-2015 Hitnotering (week 147): 09-05-2015 Hitnotering (week 148): 23-05-2015 Hitnotering (week 149 t/m 150): 25-07-2015 t/m 01-08-2015 Hitnotering (week 151): 29-08-2015 Hitnotering (week 152 t/m 153): 12-09-2015 t/m 19-09-2015 Hitnotering (week 154 t/m 155): 19-12-2015 t/m 26-12-2015 Hitnotering (week 156 t/m 157): 09-01-2016 t/m 16-01-2016 Hitnotering (week 158 t/m 178): 10-11-2018 t/m 30-03-2019 Hitnotering (week 179 t/m 180): 04-05-2019 t/m 11-05-2019 | Hitnotering (week 1 t/m 9): 02-12-2000 t/m 27-01-2001 Hitnotering (week 10): 10-02-2001 Hitnotering (week 11 t/m 71): 20-10-2001 t/m 21-12-2002 Hitnotering (week 72 t/m 104): 08-01-2005 t/m 20-08-2005 Hitnotering (week 105 t/m 107): 30-07-2011 t/m 13-08-2011 Hitnotering (week 108 t/m 109): 03-09-2011 t/m 10-09-2011 Hitnotering (week 110): 24-09-2011 Hitnotering (week 111 t/m 124): 26-11-2011 t/m 03-03-2012 Hitnotering (week 125): 21-07-2012 Hitnotering (week 126 t/m 129): 04-08-2012 t/m 25-08-2012 Hitnotering (week 130): 08-09-2012 Hitnotering (week 131 t/m 132): 29-09-2012 t/m 06-10-2012 Hitnotering (week 133): 20-10-2012 Hitnotering (week 134 t/m 135): 05-01-2013 t/m 12-01-2013 Hitnotering (week 136 t/m 137): 23-02-2013 t/m 02-03-2013 Hitnotering (week 138 t/m 139): 04-05-2013 t/m 11-05-2013 Hitnotering (week 140 t/m 141): 10-08-2013 t/m 17-08-2013 Hitnotering (week 142): 31-08-2013 Hitnotering (week 143 t/m 145): 23-08-2014 t/m 06-09-2014 Hitnotering (week 146): 07-02-2015 Hitnotering (week 147): 09-05-2015 Hitnotering (week 148): 23-05-2015 Hitnotering (week 149 t/m 150): 25-07-2015 t/m 01-08-2015 Hitnotering (week 151): 29-08-2015 Hitnotering (week 152 t/m 153): 12-09-2015 t/m 19-09-2015 Hitnotering (week 154 t/m 155): 19-12-2015 t/m 26-12-2015 Hitnotering (week 156 t/m 157): 09-01-2016 t/m 16-01-2016 Hitnotering (week 158 t/m 178): 10-11-2018 t/m 30-03-2019 Hitnotering (week 179 t/m 180): 04-05-2019 t/m 11-05-2019 |
| Week: | 1 | 2 | 3 | 4 | 5 | 6 | 7 | 8 | 9 | | 10 | | 11 | 12 | 13 | 14 | 15 | 16 | 17 |
| --- | --- | --- | --- | --- | --- | --- | --- | --- | --- | --- | --- | --- | --- | --- | --- | --- | --- | --- | --- |
| Positie: | 94 | 80 | 77 | 81 | 79 | 76 | 76 | 96 | 99 | uit | 99 | uit | 93 | 37 | 16 | 15 | 15 | 28 | 24 |
| Week: | 18 | 19 | 20 | 21 | 22 | 23 | 24 | 25 | 26 | 27 | 28 | 29 | 30 | 31 | 32 | 33 | 34 | 35 | 36 |
| Positie: | 10 | 5 | 5 | 8 | 7 | 10 | 14 | 19 | 36 | 43 | 49 | 59 | 62 | 47 | 40 | 42 | 47 | 56 | 67 |
| Week: | 37 | 38 | 39 | 40 | 41 | 42 | 43 | 44 | 45 | 46 | 47 | 48 | 49 | 50 | 51 | 52 | 53 | 54 | 55 |
| Positie: | 63 | 71 | 95 | 79 | 52 | 62 | 62 | 58 | 49 | 51 | 64 | 82 | 86 | 82 | 72 | 49 | 47 | 48 | 47 |
| Week: | 56 | 57 | 58 | 59 | 60 | 61 | 62 | 63 | 64 | 65 | 66 | 67 | 68 | 69 | 70 | 71 | | 72 | 73 |
| Positie: | 55 | 64 | 53 | 63 | 64 | 65 | 63 | 67 | 55 | 66 | 80 | 79 | 87 | 75 | 58 | 57 | uit | 16 | 5 |
| Week: | 74 | 75 | 76 | 77 | 78 | 79 | 80 | 81 | 82 | 83 | 84 | 85 | 86 | 87 | 88 | 89 | 90 | 91 | 92 |
| Positie: | 5 | 6 | 5 | 6 | 11 | 18 | 26 | 24 | 23 | 31 | 34 | 42 | 35 | 30 | 33 | 26 | 24 | 44 | 59 |
| Week: | 93 | 94 | 95 | 96 | 97 | 98 | 99 | 100 | 101 | 102 | 103 | 104 | | 105 | 106 | 107 | | 108 | 109 |
| Positie: | 61 | 65 | 65 | 72 | 69 | 60 | 64 | 66 | 72 | 69 | 91 | 93 | uit | 72 | 76 | 82 | uit | 69 | 90 |
| Week: | | 110 | | 111 | 112 | 113 | 114 | 115 | 116 | 117 | 118 | 119 | 120 | 121 | 122 | 123 | 124 | | 125 |
| Positie: | uit | 90 | uit | 86 | 60 | 61 | 66 | 61 | 59 | 58 | 62 | 72 | 70 | 81 | 94 | 91 | 93 | uit | 96 |
| Week: | | 126 | 127 | 128 | 129 | | 130 | | 131 | 132 | | 133 | | 134 | 135 | | 136 | 137 | |
| Positie: | uit | 66 | 66 | 59 | 83 | uit | 85 | uit | 57 | 73 | uit | 99 | uit | 69 | 84 | uit | 89 | 93 | uit |
| Week: | 138 | 139 | | 140 | 141 | | 142 | | 143 | 144 | 145 | | 146 | | 147 | | 148 | | 149 |
| Positie: | 96 | 87 | uit | 57 | 84 | uit | 96 | uit | 46 | 78 | 93 | uit | 89 | uit | 91 | uit | 97 | uit | 100 |
| Week: | 150 | | 151 | | 152 | 153 | | 154 | 155 | | 156 | 157 | | 158 | 159 | 160 | 161 | 162 | 163 |
| Positie: | 77 | uit | 82 | uit | 97 | 85 | uit | 82 | 76 | uit | 69 | 93 | uit | 62 | 60 | 58 | 42 | 70 | 50 |
| Week: | 164 | 165 | 166 | 167 | 168 | 169 | 170 | 171 | 172 | 173 | 174 | 175 | 176 | 177 | 178 | | 179 | 180 | |
| Positie: | 44 | 51 | 59 | 27 | 68 | 99 | 57 | 51 | 40 | 45 | 38 | 25 | 41 | 56 | 85 | uit | 71 | 98 | |

### VlaamseUltratop 100/200 Albums
| Hitnotering (week 1 t/m 9): 08-12-2001 t/m 02-02-2002 Hitnotering (week 10 t/m 12): 16-02-2002 t/m 02-03-2002 Hitnotering (week 13): 16-03-2002 Hitnotering (week 14 t/m 16): 09-11-2002 t/m 23-11-2002 Hitnotering (week 17 t/m 21): 21-12-2002 t/m 18-01-2003 Hitnotering (week 22 t/m 27): 03-01-2004 t/m 07-02-2004 Hitnotering (week 28 t/m 49): 10-04-2004 t/m 04-09-2004 Hitnotering (week 50 t/m 51): 20-11-2004 t/m 27-11-2004 Hitnotering (week 52 t/m 76): 11-12-2004 t/m 28-05-2005 Hitnotering (week 77 t/m 87): 11-11-2006 t/m 20-01-2007 Hitnotering (week 88 t/m 90): 03-02-2007 t/m 17-02-2007 Hitnotering (week 91 t/m 99): 12-01-2008 t/m 08-03-2008 Hitnotering (week 100 t/m 101): 12-04-2008 t/m 19-04-2008 Hitnotering (week 102): 03-05-2008 Hitnotering (week 103 t/m 105): 07-06-2008 t/m 21-06-2008 Hitnotering (week 106 t/m 111): 26-07-2008 t/m 30-08-2008 Hitnotering (week 112): 20-08-2011 Hitnotering (week 113 t/m 121): 03-09-2011 t/m 29-10-2011 Hitnotering (week 122 t/m 241): 12-11-2011 t/m 22-02-2014 Hitnotering (week 242 t/m 243): 08-03-2014 t/m 15-03-2014 Hitnotering (week 244 t/m 247): 05-04-2014 t/m 26-04-2014 Hitnotering (week 248 t/m 272): 10-05-2014 t/m 25-10-2014 Hitnotering (week 273): 15-11-2014 Hitnotering (week 274 t/m 293): 29-11-2014 t/m 11-04-2015 Hitnotering (week 294 t/m 322): 25-04-2015 t/m 07-11-2015 Hitnotering (week 323 t/m 340): 21-11-2015 t/m 19-03-2016 Hitnotering (week 341 t/m 349): 02-04-2016 t/m 28-05-2016 Hitnotering (week 350 t/m 365): 11-06-2016 t/m 24-09-2016 Hitnotering (week 366): 08-10-2016 Hitnotering (week 367 t/m 387): 05-11-2016 t/m 25-03-2017 Hitnotering (week 388 t/m 390): 08-04-2017 t/m 22-04-2017 Hitnotering (week 391 t/m 393): 06-05-2017 t/m 20-05-2017 Hitnotering (week 394): 03-06-2017 Hitnotering (week 395 t/m 397): 17-06-2017 t/m 01-07-2017 Hitnotering (week 398): 22-07-2017 Hitnotering (week 399): 12-08-2017 Hitnotering (week 400): 26-08-2017 Hitnotering (week 401 t/m 402): 16-09-2017 t/m 23-09-2017 Hitnotering (week 403 t/m 421): 05-01-2019 t/m heden | Hitnotering (week 1 t/m 9): 08-12-2001 t/m 02-02-2002 Hitnotering (week 10 t/m 12): 16-02-2002 t/m 02-03-2002 Hitnotering (week 13): 16-03-2002 Hitnotering (week 14 t/m 16): 09-11-2002 t/m 23-11-2002 Hitnotering (week 17 t/m 21): 21-12-2002 t/m 18-01-2003 Hitnotering (week 22 t/m 27): 03-01-2004 t/m 07-02-2004 Hitnotering (week 28 t/m 49): 10-04-2004 t/m 04-09-2004 Hitnotering (week 50 t/m 51): 20-11-2004 t/m 27-11-2004 Hitnotering (week 52 t/m 76): 11-12-2004 t/m 28-05-2005 Hitnotering (week 77 t/m 87): 11-11-2006 t/m 20-01-2007 Hitnotering (week 88 t/m 90): 03-02-2007 t/m 17-02-2007 Hitnotering (week 91 t/m 99): 12-01-2008 t/m 08-03-2008 Hitnotering (week 100 t/m 101): 12-04-2008 t/m 19-04-2008 Hitnotering (week 102): 03-05-2008 Hitnotering (week 103 t/m 105): 07-06-2008 t/m 21-06-2008 Hitnotering (week 106 t/m 111): 26-07-2008 t/m 30-08-2008 Hitnotering (week 112): 20-08-2011 Hitnotering (week 113 t/m 121): 03-09-2011 t/m 29-10-2011 Hitnotering (week 122 t/m 241): 12-11-2011 t/m 22-02-2014 Hitnotering (week 242 t/m 243): 08-03-2014 t/m 15-03-2014 Hitnotering (week 244 t/m 247): 05-04-2014 t/m 26-04-2014 Hitnotering (week 248 t/m 272): 10-05-2014 t/m 25-10-2014 Hitnotering (week 273): 15-11-2014 Hitnotering (week 274 t/m 293): 29-11-2014 t/m 11-04-2015 Hitnotering (week 294 t/m 322): 25-04-2015 t/m 07-11-2015 Hitnotering (week 323 t/m 340): 21-11-2015 t/m 19-03-2016 Hitnotering (week 341 t/m 349): 02-04-2016 t/m 28-05-2016 Hitnotering (week 350 t/m 365): 11-06-2016 t/m 24-09-2016 Hitnotering (week 366): 08-10-2016 Hitnotering (week 367 t/m 387): 05-11-2016 t/m 25-03-2017 Hitnotering (week 388 t/m 390): 08-04-2017 t/m 22-04-2017 Hitnotering (week 391 t/m 393): 06-05-2017 t/m 20-05-2017 Hitnotering (week 394): 03-06-2017 Hitnotering (week 395 t/m 397): 17-06-2017 t/m 01-07-2017 Hitnotering (week 398): 22-07-2017 Hitnotering (week 399): 12-08-2017 Hitnotering (week 400): 26-08-2017 Hitnotering (week 401 t/m 402): 16-09-2017 t/m 23-09-2017 Hitnotering (week 403 t/m 421): 05-01-2019 t/m heden | Hitnotering (week 1 t/m 9): 08-12-2001 t/m 02-02-2002 Hitnotering (week 10 t/m 12): 16-02-2002 t/m 02-03-2002 Hitnotering (week 13): 16-03-2002 Hitnotering (week 14 t/m 16): 09-11-2002 t/m 23-11-2002 Hitnotering (week 17 t/m 21): 21-12-2002 t/m 18-01-2003 Hitnotering (week 22 t/m 27): 03-01-2004 t/m 07-02-2004 Hitnotering (week 28 t/m 49): 10-04-2004 t/m 04-09-2004 Hitnotering (week 50 t/m 51): 20-11-2004 t/m 27-11-2004 Hitnotering (week 52 t/m 76): 11-12-2004 t/m 28-05-2005 Hitnotering (week 77 t/m 87): 11-11-2006 t/m 20-01-2007 Hitnotering (week 88 t/m 90): 03-02-2007 t/m 17-02-2007 Hitnotering (week 91 t/m 99): 12-01-2008 t/m 08-03-2008 Hitnotering (week 100 t/m 101): 12-04-2008 t/m 19-04-2008 Hitnotering (week 102): 03-05-2008 Hitnotering (week 103 t/m 105): 07-06-2008 t/m 21-06-2008 Hitnotering (week 106 t/m 111): 26-07-2008 t/m 30-08-2008 Hitnotering (week 112): 20-08-2011 Hitnotering (week 113 t/m 121): 03-09-2011 t/m 29-10-2011 Hitnotering (week 122 t/m 241): 12-11-2011 t/m 22-02-2014 Hitnotering (week 242 t/m 243): 08-03-2014 t/m 15-03-2014 Hitnotering (week 244 t/m 247): 05-04-2014 t/m 26-04-2014 Hitnotering (week 248 t/m 272): 10-05-2014 t/m 25-10-2014 Hitnotering (week 273): 15-11-2014 Hitnotering (week 274 t/m 293): 29-11-2014 t/m 11-04-2015 Hitnotering (week 294 t/m 322): 25-04-2015 t/m 07-11-2015 Hitnotering (week 323 t/m 340): 21-11-2015 t/m 19-03-2016 Hitnotering (week 341 t/m 349): 02-04-2016 t/m 28-05-2016 Hitnotering (week 350 t/m 365): 11-06-2016 t/m 24-09-2016 Hitnotering (week 366): 08-10-2016 Hitnotering (week 367 t/m 387): 05-11-2016 t/m 25-03-2017 Hitnotering (week 388 t/m 390): 08-04-2017 t/m 22-04-2017 Hitnotering (week 391 t/m 393): 06-05-2017 t/m 20-05-2017 Hitnotering (week 394): 03-06-2017 Hitnotering (week 395 t/m 397): 17-06-2017 t/m 01-07-2017 Hitnotering (week 398): 22-07-2017 Hitnotering (week 399): 12-08-2017 Hitnotering (week 400): 26-08-2017 Hitnotering (week 401 t/m 402): 16-09-2017 t/m 23-09-2017 Hitnotering (week 403 t/m 421): 05-01-2019 t/m heden | Hitnotering (week 1 t/m 9): 08-12-2001 t/m 02-02-2002 Hitnotering (week 10 t/m 12): 16-02-2002 t/m 02-03-2002 Hitnotering (week 13): 16-03-2002 Hitnotering (week 14 t/m 16): 09-11-2002 t/m 23-11-2002 Hitnotering (week 17 t/m 21): 21-12-2002 t/m 18-01-2003 Hitnotering (week 22 t/m 27): 03-01-2004 t/m 07-02-2004 Hitnotering (week 28 t/m 49): 10-04-2004 t/m 04-09-2004 Hitnotering (week 50 t/m 51): 20-11-2004 t/m 27-11-2004 Hitnotering (week 52 t/m 76): 11-12-2004 t/m 28-05-2005 Hitnotering (week 77 t/m 87): 11-11-2006 t/m 20-01-2007 Hitnotering (week 88 t/m 90): 03-02-2007 t/m 17-02-2007 Hitnotering (week 91 t/m 99): 12-01-2008 t/m 08-03-2008 Hitnotering (week 100 t/m 101): 12-04-2008 t/m 19-04-2008 Hitnotering (week 102): 03-05-2008 Hitnotering (week 103 t/m 105): 07-06-2008 t/m 21-06-2008 Hitnotering (week 106 t/m 111): 26-07-2008 t/m 30-08-2008 Hitnotering (week 112): 20-08-2011 Hitnotering (week 113 t/m 121): 03-09-2011 t/m 29-10-2011 Hitnotering (week 122 t/m 241): 12-11-2011 t/m 22-02-2014 Hitnotering (week 242 t/m 243): 08-03-2014 t/m 15-03-2014 Hitnotering (week 244 t/m 247): 05-04-2014 t/m 26-04-2014 Hitnotering (week 248 t/m 272): 10-05-2014 t/m 25-10-2014 Hitnotering (week 273): 15-11-2014 Hitnotering (week 274 t/m 293): 29-11-2014 t/m 11-04-2015 Hitnotering (week 294 t/m 322): 25-04-2015 t/m 07-11-2015 Hitnotering (week 323 t/m 340): 21-11-2015 t/m 19-03-2016 Hitnotering (week 341 t/m 349): 02-04-2016 t/m 28-05-2016 Hitnotering (week 350 t/m 365): 11-06-2016 t/m 24-09-2016 Hitnotering (week 366): 08-10-2016 Hitnotering (week 367 t/m 387): 05-11-2016 t/m 25-03-2017 Hitnotering (week 388 t/m 390): 08-04-2017 t/m 22-04-2017 Hitnotering (week 391 t/m 393): 06-05-2017 t/m 20-05-2017 Hitnotering (week 394): 03-06-2017 Hitnotering (week 395 t/m 397): 17-06-2017 t/m 01-07-2017 Hitnotering (week 398): 22-07-2017 Hitnotering (week 399): 12-08-2017 Hitnotering (week 400): 26-08-2017 Hitnotering (week 401 t/m 402): 16-09-2017 t/m 23-09-2017 Hitnotering (week 403 t/m 421): 05-01-2019 t/m heden | Hitnotering (week 1 t/m 9): 08-12-2001 t/m 02-02-2002 Hitnotering (week 10 t/m 12): 16-02-2002 t/m 02-03-2002 Hitnotering (week 13): 16-03-2002 Hitnotering (week 14 t/m 16): 09-11-2002 t/m 23-11-2002 Hitnotering (week 17 t/m 21): 21-12-2002 t/m 18-01-2003 Hitnotering (week 22 t/m 27): 03-01-2004 t/m 07-02-2004 Hitnotering (week 28 t/m 49): 10-04-2004 t/m 04-09-2004 Hitnotering (week 50 t/m 51): 20-11-2004 t/m 27-11-2004 Hitnotering (week 52 t/m 76): 11-12-2004 t/m 28-05-2005 Hitnotering (week 77 t/m 87): 11-11-2006 t/m 20-01-2007 Hitnotering (week 88 t/m 90): 03-02-2007 t/m 17-02-2007 Hitnotering (week 91 t/m 99): 12-01-2008 t/m 08-03-2008 Hitnotering (week 100 t/m 101): 12-04-2008 t/m 19-04-2008 Hitnotering (week 102): 03-05-2008 Hitnotering (week 103 t/m 105): 07-06-2008 t/m 21-06-2008 Hitnotering (week 106 t/m 111): 26-07-2008 t/m 30-08-2008 Hitnotering (week 112): 20-08-2011 Hitnotering (week 113 t/m 121): 03-09-2011 t/m 29-10-2011 Hitnotering (week 122 t/m 241): 12-11-2011 t/m 22-02-2014 Hitnotering (week 242 t/m 243): 08-03-2014 t/m 15-03-2014 Hitnotering (week 244 t/m 247): 05-04-2014 t/m 26-04-2014 Hitnotering (week 248 t/m 272): 10-05-2014 t/m 25-10-2014 Hitnotering (week 273): 15-11-2014 Hitnotering (week 274 t/m 293): 29-11-2014 t/m 11-04-2015 Hitnotering (week 294 t/m 322): 25-04-2015 t/m 07-11-2015 Hitnotering (week 323 t/m 340): 21-11-2015 t/m 19-03-2016 Hitnotering (week 341 t/m 349): 02-04-2016 t/m 28-05-2016 Hitnotering (week 350 t/m 365): 11-06-2016 t/m 24-09-2016 Hitnotering (week 366): 08-10-2016 Hitnotering (week 367 t/m 387): 05-11-2016 t/m 25-03-2017 Hitnotering (week 388 t/m 390): 08-04-2017 t/m 22-04-2017 Hitnotering (week 391 t/m 393): 06-05-2017 t/m 20-05-2017 Hitnotering (week 394): 03-06-2017 Hitnotering (week 395 t/m 397): 17-06-2017 t/m 01-07-2017 Hitnotering (week 398): 22-07-2017 Hitnotering (week 399): 12-08-2017 Hitnotering (week 400): 26-08-2017 Hitnotering (week 401 t/m 402): 16-09-2017 t/m 23-09-2017 Hitnotering (week 403 t/m 421): 05-01-2019 t/m heden | Hitnotering (week 1 t/m 9): 08-12-2001 t/m 02-02-2002 Hitnotering (week 10 t/m 12): 16-02-2002 t/m 02-03-2002 Hitnotering (week 13): 16-03-2002 Hitnotering (week 14 t/m 16): 09-11-2002 t/m 23-11-2002 Hitnotering (week 17 t/m 21): 21-12-2002 t/m 18-01-2003 Hitnotering (week 22 t/m 27): 03-01-2004 t/m 07-02-2004 Hitnotering (week 28 t/m 49): 10-04-2004 t/m 04-09-2004 Hitnotering (week 50 t/m 51): 20-11-2004 t/m 27-11-2004 Hitnotering (week 52 t/m 76): 11-12-2004 t/m 28-05-2005 Hitnotering (week 77 t/m 87): 11-11-2006 t/m 20-01-2007 Hitnotering (week 88 t/m 90): 03-02-2007 t/m 17-02-2007 Hitnotering (week 91 t/m 99): 12-01-2008 t/m 08-03-2008 Hitnotering (week 100 t/m 101): 12-04-2008 t/m 19-04-2008 Hitnotering (week 102): 03-05-2008 Hitnotering (week 103 t/m 105): 07-06-2008 t/m 21-06-2008 Hitnotering (week 106 t/m 111): 26-07-2008 t/m 30-08-2008 Hitnotering (week 112): 20-08-2011 Hitnotering (week 113 t/m 121): 03-09-2011 t/m 29-10-2011 Hitnotering (week 122 t/m 241): 12-11-2011 t/m 22-02-2014 Hitnotering (week 242 t/m 243): 08-03-2014 t/m 15-03-2014 Hitnotering (week 244 t/m 247): 05-04-2014 t/m 26-04-2014 Hitnotering (week 248 t/m 272): 10-05-2014 t/m 25-10-2014 Hitnotering (week 273): 15-11-2014 Hitnotering (week 274 t/m 293): 29-11-2014 t/m 11-04-2015 Hitnotering (week 294 t/m 322): 25-04-2015 t/m 07-11-2015 Hitnotering (week 323 t/m 340): 21-11-2015 t/m 19-03-2016 Hitnotering (week 341 t/m 349): 02-04-2016 t/m 28-05-2016 Hitnotering (week 350 t/m 365): 11-06-2016 t/m 24-09-2016 Hitnotering (week 366): 08-10-2016 Hitnotering (week 367 t/m 387): 05-11-2016 t/m 25-03-2017 Hitnotering (week 388 t/m 390): 08-04-2017 t/m 22-04-2017 Hitnotering (week 391 t/m 393): 06-05-2017 t/m 20-05-2017 Hitnotering (week 394): 03-06-2017 Hitnotering (week 395 t/m 397): 17-06-2017 t/m 01-07-2017 Hitnotering (week 398): 22-07-2017 Hitnotering (week 399): 12-08-2017 Hitnotering (week 400): 26-08-2017 Hitnotering (week 401 t/m 402): 16-09-2017 t/m 23-09-2017 Hitnotering (week 403 t/m 421): 05-01-2019 t/m heden | Hitnotering (week 1 t/m 9): 08-12-2001 t/m 02-02-2002 Hitnotering (week 10 t/m 12): 16-02-2002 t/m 02-03-2002 Hitnotering (week 13): 16-03-2002 Hitnotering (week 14 t/m 16): 09-11-2002 t/m 23-11-2002 Hitnotering (week 17 t/m 21): 21-12-2002 t/m 18-01-2003 Hitnotering (week 22 t/m 27): 03-01-2004 t/m 07-02-2004 Hitnotering (week 28 t/m 49): 10-04-2004 t/m 04-09-2004 Hitnotering (week 50 t/m 51): 20-11-2004 t/m 27-11-2004 Hitnotering (week 52 t/m 76): 11-12-2004 t/m 28-05-2005 Hitnotering (week 77 t/m 87): 11-11-2006 t/m 20-01-2007 Hitnotering (week 88 t/m 90): 03-02-2007 t/m 17-02-2007 Hitnotering (week 91 t/m 99): 12-01-2008 t/m 08-03-2008 Hitnotering (week 100 t/m 101): 12-04-2008 t/m 19-04-2008 Hitnotering (week 102): 03-05-2008 Hitnotering (week 103 t/m 105): 07-06-2008 t/m 21-06-2008 Hitnotering (week 106 t/m 111): 26-07-2008 t/m 30-08-2008 Hitnotering (week 112): 20-08-2011 Hitnotering (week 113 t/m 121): 03-09-2011 t/m 29-10-2011 Hitnotering (week 122 t/m 241): 12-11-2011 t/m 22-02-2014 Hitnotering (week 242 t/m 243): 08-03-2014 t/m 15-03-2014 Hitnotering (week 244 t/m 247): 05-04-2014 t/m 26-04-2014 Hitnotering (week 248 t/m 272): 10-05-2014 t/m 25-10-2014 Hitnotering (week 273): 15-11-2014 Hitnotering (week 274 t/m 293): 29-11-2014 t/m 11-04-2015 Hitnotering (week 294 t/m 322): 25-04-2015 t/m 07-11-2015 Hitnotering (week 323 t/m 340): 21-11-2015 t/m 19-03-2016 Hitnotering (week 341 t/m 349): 02-04-2016 t/m 28-05-2016 Hitnotering (week 350 t/m 365): 11-06-2016 t/m 24-09-2016 Hitnotering (week 366): 08-10-2016 Hitnotering (week 367 t/m 387): 05-11-2016 t/m 25-03-2017 Hitnotering (week 388 t/m 390): 08-04-2017 t/m 22-04-2017 Hitnotering (week 391 t/m 393): 06-05-2017 t/m 20-05-2017 Hitnotering (week 394): 03-06-2017 Hitnotering (week 395 t/m 397): 17-06-2017 t/m 01-07-2017 Hitnotering (week 398): 22-07-2017 Hitnotering (week 399): 12-08-2017 Hitnotering (week 400): 26-08-2017 Hitnotering (week 401 t/m 402): 16-09-2017 t/m 23-09-2017 Hitnotering (week 403 t/m 421): 05-01-2019 t/m heden | Hitnotering (week 1 t/m 9): 08-12-2001 t/m 02-02-2002 Hitnotering (week 10 t/m 12): 16-02-2002 t/m 02-03-2002 Hitnotering (week 13): 16-03-2002 Hitnotering (week 14 t/m 16): 09-11-2002 t/m 23-11-2002 Hitnotering (week 17 t/m 21): 21-12-2002 t/m 18-01-2003 Hitnotering (week 22 t/m 27): 03-01-2004 t/m 07-02-2004 Hitnotering (week 28 t/m 49): 10-04-2004 t/m 04-09-2004 Hitnotering (week 50 t/m 51): 20-11-2004 t/m 27-11-2004 Hitnotering (week 52 t/m 76): 11-12-2004 t/m 28-05-2005 Hitnotering (week 77 t/m 87): 11-11-2006 t/m 20-01-2007 Hitnotering (week 88 t/m 90): 03-02-2007 t/m 17-02-2007 Hitnotering (week 91 t/m 99): 12-01-2008 t/m 08-03-2008 Hitnotering (week 100 t/m 101): 12-04-2008 t/m 19-04-2008 Hitnotering (week 102): 03-05-2008 Hitnotering (week 103 t/m 105): 07-06-2008 t/m 21-06-2008 Hitnotering (week 106 t/m 111): 26-07-2008 t/m 30-08-2008 Hitnotering (week 112): 20-08-2011 Hitnotering (week 113 t/m 121): 03-09-2011 t/m 29-10-2011 Hitnotering (week 122 t/m 241): 12-11-2011 t/m 22-02-2014 Hitnotering (week 242 t/m 243): 08-03-2014 t/m 15-03-2014 Hitnotering (week 244 t/m 247): 05-04-2014 t/m 26-04-2014 Hitnotering (week 248 t/m 272): 10-05-2014 t/m 25-10-2014 Hitnotering (week 273): 15-11-2014 Hitnotering (week 274 t/m 293): 29-11-2014 t/m 11-04-2015 Hitnotering (week 294 t/m 322): 25-04-2015 t/m 07-11-2015 Hitnotering (week 323 t/m 340): 21-11-2015 t/m 19-03-2016 Hitnotering (week 341 t/m 349): 02-04-2016 t/m 28-05-2016 Hitnotering (week 350 t/m 365): 11-06-2016 t/m 24-09-2016 Hitnotering (week 366): 08-10-2016 Hitnotering (week 367 t/m 387): 05-11-2016 t/m 25-03-2017 Hitnotering (week 388 t/m 390): 08-04-2017 t/m 22-04-2017 Hitnotering (week 391 t/m 393): 06-05-2017 t/m 20-05-2017 Hitnotering (week 394): 03-06-2017 Hitnotering (week 395 t/m 397): 17-06-2017 t/m 01-07-2017 Hitnotering (week 398): 22-07-2017 Hitnotering (week 399): 12-08-2017 Hitnotering (week 400): 26-08-2017 Hitnotering (week 401 t/m 402): 16-09-2017 t/m 23-09-2017 Hitnotering (week 403 t/m 421): 05-01-2019 t/m heden | Hitnotering (week 1 t/m 9): 08-12-2001 t/m 02-02-2002 Hitnotering (week 10 t/m 12): 16-02-2002 t/m 02-03-2002 Hitnotering (week 13): 16-03-2002 Hitnotering (week 14 t/m 16): 09-11-2002 t/m 23-11-2002 Hitnotering (week 17 t/m 21): 21-12-2002 t/m 18-01-2003 Hitnotering (week 22 t/m 27): 03-01-2004 t/m 07-02-2004 Hitnotering (week 28 t/m 49): 10-04-2004 t/m 04-09-2004 Hitnotering (week 50 t/m 51): 20-11-2004 t/m 27-11-2004 Hitnotering (week 52 t/m 76): 11-12-2004 t/m 28-05-2005 Hitnotering (week 77 t/m 87): 11-11-2006 t/m 20-01-2007 Hitnotering (week 88 t/m 90): 03-02-2007 t/m 17-02-2007 Hitnotering (week 91 t/m 99): 12-01-2008 t/m 08-03-2008 Hitnotering (week 100 t/m 101): 12-04-2008 t/m 19-04-2008 Hitnotering (week 102): 03-05-2008 Hitnotering (week 103 t/m 105): 07-06-2008 t/m 21-06-2008 Hitnotering (week 106 t/m 111): 26-07-2008 t/m 30-08-2008 Hitnotering (week 112): 20-08-2011 Hitnotering (week 113 t/m 121): 03-09-2011 t/m 29-10-2011 Hitnotering (week 122 t/m 241): 12-11-2011 t/m 22-02-2014 Hitnotering (week 242 t/m 243): 08-03-2014 t/m 15-03-2014 Hitnotering (week 244 t/m 247): 05-04-2014 t/m 26-04-2014 Hitnotering (week 248 t/m 272): 10-05-2014 t/m 25-10-2014 Hitnotering (week 273): 15-11-2014 Hitnotering (week 274 t/m 293): 29-11-2014 t/m 11-04-2015 Hitnotering (week 294 t/m 322): 25-04-2015 t/m 07-11-2015 Hitnotering (week 323 t/m 340): 21-11-2015 t/m 19-03-2016 Hitnotering (week 341 t/m 349): 02-04-2016 t/m 28-05-2016 Hitnotering (week 350 t/m 365): 11-06-2016 t/m 24-09-2016 Hitnotering (week 366): 08-10-2016 Hitnotering (week 367 t/m 387): 05-11-2016 t/m 25-03-2017 Hitnotering (week 388 t/m 390): 08-04-2017 t/m 22-04-2017 Hitnotering (week 391 t/m 393): 06-05-2017 t/m 20-05-2017 Hitnotering (week 394): 03-06-2017 Hitnotering (week 395 t/m 397): 17-06-2017 t/m 01-07-2017 Hitnotering (week 398): 22-07-2017 Hitnotering (week 399): 12-08-2017 Hitnotering (week 400): 26-08-2017 Hitnotering (week 401 t/m 402): 16-09-2017 t/m 23-09-2017 Hitnotering (week 403 t/m 421): 05-01-2019 t/m heden | Hitnotering (week 1 t/m 9): 08-12-2001 t/m 02-02-2002 Hitnotering (week 10 t/m 12): 16-02-2002 t/m 02-03-2002 Hitnotering (week 13): 16-03-2002 Hitnotering (week 14 t/m 16): 09-11-2002 t/m 23-11-2002 Hitnotering (week 17 t/m 21): 21-12-2002 t/m 18-01-2003 Hitnotering (week 22 t/m 27): 03-01-2004 t/m 07-02-2004 Hitnotering (week 28 t/m 49): 10-04-2004 t/m 04-09-2004 Hitnotering (week 50 t/m 51): 20-11-2004 t/m 27-11-2004 Hitnotering (week 52 t/m 76): 11-12-2004 t/m 28-05-2005 Hitnotering (week 77 t/m 87): 11-11-2006 t/m 20-01-2007 Hitnotering (week 88 t/m 90): 03-02-2007 t/m 17-02-2007 Hitnotering (week 91 t/m 99): 12-01-2008 t/m 08-03-2008 Hitnotering (week 100 t/m 101): 12-04-2008 t/m 19-04-2008 Hitnotering (week 102): 03-05-2008 Hitnotering (week 103 t/m 105): 07-06-2008 t/m 21-06-2008 Hitnotering (week 106 t/m 111): 26-07-2008 t/m 30-08-2008 Hitnotering (week 112): 20-08-2011 Hitnotering (week 113 t/m 121): 03-09-2011 t/m 29-10-2011 Hitnotering (week 122 t/m 241): 12-11-2011 t/m 22-02-2014 Hitnotering (week 242 t/m 243): 08-03-2014 t/m 15-03-2014 Hitnotering (week 244 t/m 247): 05-04-2014 t/m 26-04-2014 Hitnotering (week 248 t/m 272): 10-05-2014 t/m 25-10-2014 Hitnotering (week 273): 15-11-2014 Hitnotering (week 274 t/m 293): 29-11-2014 t/m 11-04-2015 Hitnotering (week 294 t/m 322): 25-04-2015 t/m 07-11-2015 Hitnotering (week 323 t/m 340): 21-11-2015 t/m 19-03-2016 Hitnotering (week 341 t/m 349): 02-04-2016 t/m 28-05-2016 Hitnotering (week 350 t/m 365): 11-06-2016 t/m 24-09-2016 Hitnotering (week 366): 08-10-2016 Hitnotering (week 367 t/m 387): 05-11-2016 t/m 25-03-2017 Hitnotering (week 388 t/m 390): 08-04-2017 t/m 22-04-2017 Hitnotering (week 391 t/m 393): 06-05-2017 t/m 20-05-2017 Hitnotering (week 394): 03-06-2017 Hitnotering (week 395 t/m 397): 17-06-2017 t/m 01-07-2017 Hitnotering (week 398): 22-07-2017 Hitnotering (week 399): 12-08-2017 Hitnotering (week 400): 26-08-2017 Hitnotering (week 401 t/m 402): 16-09-2017 t/m 23-09-2017 Hitnotering (week 403 t/m 421): 05-01-2019 t/m heden | Hitnotering (week 1 t/m 9): 08-12-2001 t/m 02-02-2002 Hitnotering (week 10 t/m 12): 16-02-2002 t/m 02-03-2002 Hitnotering (week 13): 16-03-2002 Hitnotering (week 14 t/m 16): 09-11-2002 t/m 23-11-2002 Hitnotering (week 17 t/m 21): 21-12-2002 t/m 18-01-2003 Hitnotering (week 22 t/m 27): 03-01-2004 t/m 07-02-2004 Hitnotering (week 28 t/m 49): 10-04-2004 t/m 04-09-2004 Hitnotering (week 50 t/m 51): 20-11-2004 t/m 27-11-2004 Hitnotering (week 52 t/m 76): 11-12-2004 t/m 28-05-2005 Hitnotering (week 77 t/m 87): 11-11-2006 t/m 20-01-2007 Hitnotering (week 88 t/m 90): 03-02-2007 t/m 17-02-2007 Hitnotering (week 91 t/m 99): 12-01-2008 t/m 08-03-2008 Hitnotering (week 100 t/m 101): 12-04-2008 t/m 19-04-2008 Hitnotering (week 102): 03-05-2008 Hitnotering (week 103 t/m 105): 07-06-2008 t/m 21-06-2008 Hitnotering (week 106 t/m 111): 26-07-2008 t/m 30-08-2008 Hitnotering (week 112): 20-08-2011 Hitnotering (week 113 t/m 121): 03-09-2011 t/m 29-10-2011 Hitnotering (week 122 t/m 241): 12-11-2011 t/m 22-02-2014 Hitnotering (week 242 t/m 243): 08-03-2014 t/m 15-03-2014 Hitnotering (week 244 t/m 247): 05-04-2014 t/m 26-04-2014 Hitnotering (week 248 t/m 272): 10-05-2014 t/m 25-10-2014 Hitnotering (week 273): 15-11-2014 Hitnotering (week 274 t/m 293): 29-11-2014 t/m 11-04-2015 Hitnotering (week 294 t/m 322): 25-04-2015 t/m 07-11-2015 Hitnotering (week 323 t/m 340): 21-11-2015 t/m 19-03-2016 Hitnotering (week 341 t/m 349): 02-04-2016 t/m 28-05-2016 Hitnotering (week 350 t/m 365): 11-06-2016 t/m 24-09-2016 Hitnotering (week 366): 08-10-2016 Hitnotering (week 367 t/m 387): 05-11-2016 t/m 25-03-2017 Hitnotering (week 388 t/m 390): 08-04-2017 t/m 22-04-2017 Hitnotering (week 391 t/m 393): 06-05-2017 t/m 20-05-2017 Hitnotering (week 394): 03-06-2017 Hitnotering (week 395 t/m 397): 17-06-2017 t/m 01-07-2017 Hitnotering (week 398): 22-07-2017 Hitnotering (week 399): 12-08-2017 Hitnotering (week 400): 26-08-2017 Hitnotering (week 401 t/m 402): 16-09-2017 t/m 23-09-2017 Hitnotering (week 403 t/m 421): 05-01-2019 t/m heden | Hitnotering (week 1 t/m 9): 08-12-2001 t/m 02-02-2002 Hitnotering (week 10 t/m 12): 16-02-2002 t/m 02-03-2002 Hitnotering (week 13): 16-03-2002 Hitnotering (week 14 t/m 16): 09-11-2002 t/m 23-11-2002 Hitnotering (week 17 t/m 21): 21-12-2002 t/m 18-01-2003 Hitnotering (week 22 t/m 27): 03-01-2004 t/m 07-02-2004 Hitnotering (week 28 t/m 49): 10-04-2004 t/m 04-09-2004 Hitnotering (week 50 t/m 51): 20-11-2004 t/m 27-11-2004 Hitnotering (week 52 t/m 76): 11-12-2004 t/m 28-05-2005 Hitnotering (week 77 t/m 87): 11-11-2006 t/m 20-01-2007 Hitnotering (week 88 t/m 90): 03-02-2007 t/m 17-02-2007 Hitnotering (week 91 t/m 99): 12-01-2008 t/m 08-03-2008 Hitnotering (week 100 t/m 101): 12-04-2008 t/m 19-04-2008 Hitnotering (week 102): 03-05-2008 Hitnotering (week 103 t/m 105): 07-06-2008 t/m 21-06-2008 Hitnotering (week 106 t/m 111): 26-07-2008 t/m 30-08-2008 Hitnotering (week 112): 20-08-2011 Hitnotering (week 113 t/m 121): 03-09-2011 t/m 29-10-2011 Hitnotering (week 122 t/m 241): 12-11-2011 t/m 22-02-2014 Hitnotering (week 242 t/m 243): 08-03-2014 t/m 15-03-2014 Hitnotering (week 244 t/m 247): 05-04-2014 t/m 26-04-2014 Hitnotering (week 248 t/m 272): 10-05-2014 t/m 25-10-2014 Hitnotering (week 273): 15-11-2014 Hitnotering (week 274 t/m 293): 29-11-2014 t/m 11-04-2015 Hitnotering (week 294 t/m 322): 25-04-2015 t/m 07-11-2015 Hitnotering (week 323 t/m 340): 21-11-2015 t/m 19-03-2016 Hitnotering (week 341 t/m 349): 02-04-2016 t/m 28-05-2016 Hitnotering (week 350 t/m 365): 11-06-2016 t/m 24-09-2016 Hitnotering (week 366): 08-10-2016 Hitnotering (week 367 t/m 387): 05-11-2016 t/m 25-03-2017 Hitnotering (week 388 t/m 390): 08-04-2017 t/m 22-04-2017 Hitnotering (week 391 t/m 393): 06-05-2017 t/m 20-05-2017 Hitnotering (week 394): 03-06-2017 Hitnotering (week 395 t/m 397): 17-06-2017 t/m 01-07-2017 Hitnotering (week 398): 22-07-2017 Hitnotering (week 399): 12-08-2017 Hitnotering (week 400): 26-08-2017 Hitnotering (week 401 t/m 402): 16-09-2017 t/m 23-09-2017 Hitnotering (week 403 t/m 421): 05-01-2019 t/m heden | Hitnotering (week 1 t/m 9): 08-12-2001 t/m 02-02-2002 Hitnotering (week 10 t/m 12): 16-02-2002 t/m 02-03-2002 Hitnotering (week 13): 16-03-2002 Hitnotering (week 14 t/m 16): 09-11-2002 t/m 23-11-2002 Hitnotering (week 17 t/m 21): 21-12-2002 t/m 18-01-2003 Hitnotering (week 22 t/m 27): 03-01-2004 t/m 07-02-2004 Hitnotering (week 28 t/m 49): 10-04-2004 t/m 04-09-2004 Hitnotering (week 50 t/m 51): 20-11-2004 t/m 27-11-2004 Hitnotering (week 52 t/m 76): 11-12-2004 t/m 28-05-2005 Hitnotering (week 77 t/m 87): 11-11-2006 t/m 20-01-2007 Hitnotering (week 88 t/m 90): 03-02-2007 t/m 17-02-2007 Hitnotering (week 91 t/m 99): 12-01-2008 t/m 08-03-2008 Hitnotering (week 100 t/m 101): 12-04-2008 t/m 19-04-2008 Hitnotering (week 102): 03-05-2008 Hitnotering (week 103 t/m 105): 07-06-2008 t/m 21-06-2008 Hitnotering (week 106 t/m 111): 26-07-2008 t/m 30-08-2008 Hitnotering (week 112): 20-08-2011 Hitnotering (week 113 t/m 121): 03-09-2011 t/m 29-10-2011 Hitnotering (week 122 t/m 241): 12-11-2011 t/m 22-02-2014 Hitnotering (week 242 t/m 243): 08-03-2014 t/m 15-03-2014 Hitnotering (week 244 t/m 247): 05-04-2014 t/m 26-04-2014 Hitnotering (week 248 t/m 272): 10-05-2014 t/m 25-10-2014 Hitnotering (week 273): 15-11-2014 Hitnotering (week 274 t/m 293): 29-11-2014 t/m 11-04-2015 Hitnotering (week 294 t/m 322): 25-04-2015 t/m 07-11-2015 Hitnotering (week 323 t/m 340): 21-11-2015 t/m 19-03-2016 Hitnotering (week 341 t/m 349): 02-04-2016 t/m 28-05-2016 Hitnotering (week 350 t/m 365): 11-06-2016 t/m 24-09-2016 Hitnotering (week 366): 08-10-2016 Hitnotering (week 367 t/m 387): 05-11-2016 t/m 25-03-2017 Hitnotering (week 388 t/m 390): 08-04-2017 t/m 22-04-2017 Hitnotering (week 391 t/m 393): 06-05-2017 t/m 20-05-2017 Hitnotering (week 394): 03-06-2017 Hitnotering (week 395 t/m 397): 17-06-2017 t/m 01-07-2017 Hitnotering (week 398): 22-07-2017 Hitnotering (week 399): 12-08-2017 Hitnotering (week 400): 26-08-2017 Hitnotering (week 401 t/m 402): 16-09-2017 t/m 23-09-2017 Hitnotering (week 403 t/m 421): 05-01-2019 t/m heden | Hitnotering (week 1 t/m 9): 08-12-2001 t/m 02-02-2002 Hitnotering (week 10 t/m 12): 16-02-2002 t/m 02-03-2002 Hitnotering (week 13): 16-03-2002 Hitnotering (week 14 t/m 16): 09-11-2002 t/m 23-11-2002 Hitnotering (week 17 t/m 21): 21-12-2002 t/m 18-01-2003 Hitnotering (week 22 t/m 27): 03-01-2004 t/m 07-02-2004 Hitnotering (week 28 t/m 49): 10-04-2004 t/m 04-09-2004 Hitnotering (week 50 t/m 51): 20-11-2004 t/m 27-11-2004 Hitnotering (week 52 t/m 76): 11-12-2004 t/m 28-05-2005 Hitnotering (week 77 t/m 87): 11-11-2006 t/m 20-01-2007 Hitnotering (week 88 t/m 90): 03-02-2007 t/m 17-02-2007 Hitnotering (week 91 t/m 99): 12-01-2008 t/m 08-03-2008 Hitnotering (week 100 t/m 101): 12-04-2008 t/m 19-04-2008 Hitnotering (week 102): 03-05-2008 Hitnotering (week 103 t/m 105): 07-06-2008 t/m 21-06-2008 Hitnotering (week 106 t/m 111): 26-07-2008 t/m 30-08-2008 Hitnotering (week 112): 20-08-2011 Hitnotering (week 113 t/m 121): 03-09-2011 t/m 29-10-2011 Hitnotering (week 122 t/m 241): 12-11-2011 t/m 22-02-2014 Hitnotering (week 242 t/m 243): 08-03-2014 t/m 15-03-2014 Hitnotering (week 244 t/m 247): 05-04-2014 t/m 26-04-2014 Hitnotering (week 248 t/m 272): 10-05-2014 t/m 25-10-2014 Hitnotering (week 273): 15-11-2014 Hitnotering (week 274 t/m 293): 29-11-2014 t/m 11-04-2015 Hitnotering (week 294 t/m 322): 25-04-2015 t/m 07-11-2015 Hitnotering (week 323 t/m 340): 21-11-2015 t/m 19-03-2016 Hitnotering (week 341 t/m 349): 02-04-2016 t/m 28-05-2016 Hitnotering (week 350 t/m 365): 11-06-2016 t/m 24-09-2016 Hitnotering (week 366): 08-10-2016 Hitnotering (week 367 t/m 387): 05-11-2016 t/m 25-03-2017 Hitnotering (week 388 t/m 390): 08-04-2017 t/m 22-04-2017 Hitnotering (week 391 t/m 393): 06-05-2017 t/m 20-05-2017 Hitnotering (week 394): 03-06-2017 Hitnotering (week 395 t/m 397): 17-06-2017 t/m 01-07-2017 Hitnotering (week 398): 22-07-2017 Hitnotering (week 399): 12-08-2017 Hitnotering (week 400): 26-08-2017 Hitnotering (week 401 t/m 402): 16-09-2017 t/m 23-09-2017 Hitnotering (week 403 t/m 421): 05-01-2019 t/m heden | Hitnotering (week 1 t/m 9): 08-12-2001 t/m 02-02-2002 Hitnotering (week 10 t/m 12): 16-02-2002 t/m 02-03-2002 Hitnotering (week 13): 16-03-2002 Hitnotering (week 14 t/m 16): 09-11-2002 t/m 23-11-2002 Hitnotering (week 17 t/m 21): 21-12-2002 t/m 18-01-2003 Hitnotering (week 22 t/m 27): 03-01-2004 t/m 07-02-2004 Hitnotering (week 28 t/m 49): 10-04-2004 t/m 04-09-2004 Hitnotering (week 50 t/m 51): 20-11-2004 t/m 27-11-2004 Hitnotering (week 52 t/m 76): 11-12-2004 t/m 28-05-2005 Hitnotering (week 77 t/m 87): 11-11-2006 t/m 20-01-2007 Hitnotering (week 88 t/m 90): 03-02-2007 t/m 17-02-2007 Hitnotering (week 91 t/m 99): 12-01-2008 t/m 08-03-2008 Hitnotering (week 100 t/m 101): 12-04-2008 t/m 19-04-2008 Hitnotering (week 102): 03-05-2008 Hitnotering (week 103 t/m 105): 07-06-2008 t/m 21-06-2008 Hitnotering (week 106 t/m 111): 26-07-2008 t/m 30-08-2008 Hitnotering (week 112): 20-08-2011 Hitnotering (week 113 t/m 121): 03-09-2011 t/m 29-10-2011 Hitnotering (week 122 t/m 241): 12-11-2011 t/m 22-02-2014 Hitnotering (week 242 t/m 243): 08-03-2014 t/m 15-03-2014 Hitnotering (week 244 t/m 247): 05-04-2014 t/m 26-04-2014 Hitnotering (week 248 t/m 272): 10-05-2014 t/m 25-10-2014 Hitnotering (week 273): 15-11-2014 Hitnotering (week 274 t/m 293): 29-11-2014 t/m 11-04-2015 Hitnotering (week 294 t/m 322): 25-04-2015 t/m 07-11-2015 Hitnotering (week 323 t/m 340): 21-11-2015 t/m 19-03-2016 Hitnotering (week 341 t/m 349): 02-04-2016 t/m 28-05-2016 Hitnotering (week 350 t/m 365): 11-06-2016 t/m 24-09-2016 Hitnotering (week 366): 08-10-2016 Hitnotering (week 367 t/m 387): 05-11-2016 t/m 25-03-2017 Hitnotering (week 388 t/m 390): 08-04-2017 t/m 22-04-2017 Hitnotering (week 391 t/m 393): 06-05-2017 t/m 20-05-2017 Hitnotering (week 394): 03-06-2017 Hitnotering (week 395 t/m 397): 17-06-2017 t/m 01-07-2017 Hitnotering (week 398): 22-07-2017 Hitnotering (week 399): 12-08-2017 Hitnotering (week 400): 26-08-2017 Hitnotering (week 401 t/m 402): 16-09-2017 t/m 23-09-2017 Hitnotering (week 403 t/m 421): 05-01-2019 t/m heden | Hitnotering (week 1 t/m 9): 08-12-2001 t/m 02-02-2002 Hitnotering (week 10 t/m 12): 16-02-2002 t/m 02-03-2002 Hitnotering (week 13): 16-03-2002 Hitnotering (week 14 t/m 16): 09-11-2002 t/m 23-11-2002 Hitnotering (week 17 t/m 21): 21-12-2002 t/m 18-01-2003 Hitnotering (week 22 t/m 27): 03-01-2004 t/m 07-02-2004 Hitnotering (week 28 t/m 49): 10-04-2004 t/m 04-09-2004 Hitnotering (week 50 t/m 51): 20-11-2004 t/m 27-11-2004 Hitnotering (week 52 t/m 76): 11-12-2004 t/m 28-05-2005 Hitnotering (week 77 t/m 87): 11-11-2006 t/m 20-01-2007 Hitnotering (week 88 t/m 90): 03-02-2007 t/m 17-02-2007 Hitnotering (week 91 t/m 99): 12-01-2008 t/m 08-03-2008 Hitnotering (week 100 t/m 101): 12-04-2008 t/m 19-04-2008 Hitnotering (week 102): 03-05-2008 Hitnotering (week 103 t/m 105): 07-06-2008 t/m 21-06-2008 Hitnotering (week 106 t/m 111): 26-07-2008 t/m 30-08-2008 Hitnotering (week 112): 20-08-2011 Hitnotering (week 113 t/m 121): 03-09-2011 t/m 29-10-2011 Hitnotering (week 122 t/m 241): 12-11-2011 t/m 22-02-2014 Hitnotering (week 242 t/m 243): 08-03-2014 t/m 15-03-2014 Hitnotering (week 244 t/m 247): 05-04-2014 t/m 26-04-2014 Hitnotering (week 248 t/m 272): 10-05-2014 t/m 25-10-2014 Hitnotering (week 273): 15-11-2014 Hitnotering (week 274 t/m 293): 29-11-2014 t/m 11-04-2015 Hitnotering (week 294 t/m 322): 25-04-2015 t/m 07-11-2015 Hitnotering (week 323 t/m 340): 21-11-2015 t/m 19-03-2016 Hitnotering (week 341 t/m 349): 02-04-2016 t/m 28-05-2016 Hitnotering (week 350 t/m 365): 11-06-2016 t/m 24-09-2016 Hitnotering (week 366): 08-10-2016 Hitnotering (week 367 t/m 387): 05-11-2016 t/m 25-03-2017 Hitnotering (week 388 t/m 390): 08-04-2017 t/m 22-04-2017 Hitnotering (week 391 t/m 393): 06-05-2017 t/m 20-05-2017 Hitnotering (week 394): 03-06-2017 Hitnotering (week 395 t/m 397): 17-06-2017 t/m 01-07-2017 Hitnotering (week 398): 22-07-2017 Hitnotering (week 399): 12-08-2017 Hitnotering (week 400): 26-08-2017 Hitnotering (week 401 t/m 402): 16-09-2017 t/m 23-09-2017 Hitnotering (week 403 t/m 421): 05-01-2019 t/m heden | Hitnotering (week 1 t/m 9): 08-12-2001 t/m 02-02-2002 Hitnotering (week 10 t/m 12): 16-02-2002 t/m 02-03-2002 Hitnotering (week 13): 16-03-2002 Hitnotering (week 14 t/m 16): 09-11-2002 t/m 23-11-2002 Hitnotering (week 17 t/m 21): 21-12-2002 t/m 18-01-2003 Hitnotering (week 22 t/m 27): 03-01-2004 t/m 07-02-2004 Hitnotering (week 28 t/m 49): 10-04-2004 t/m 04-09-2004 Hitnotering (week 50 t/m 51): 20-11-2004 t/m 27-11-2004 Hitnotering (week 52 t/m 76): 11-12-2004 t/m 28-05-2005 Hitnotering (week 77 t/m 87): 11-11-2006 t/m 20-01-2007 Hitnotering (week 88 t/m 90): 03-02-2007 t/m 17-02-2007 Hitnotering (week 91 t/m 99): 12-01-2008 t/m 08-03-2008 Hitnotering (week 100 t/m 101): 12-04-2008 t/m 19-04-2008 Hitnotering (week 102): 03-05-2008 Hitnotering (week 103 t/m 105): 07-06-2008 t/m 21-06-2008 Hitnotering (week 106 t/m 111): 26-07-2008 t/m 30-08-2008 Hitnotering (week 112): 20-08-2011 Hitnotering (week 113 t/m 121): 03-09-2011 t/m 29-10-2011 Hitnotering (week 122 t/m 241): 12-11-2011 t/m 22-02-2014 Hitnotering (week 242 t/m 243): 08-03-2014 t/m 15-03-2014 Hitnotering (week 244 t/m 247): 05-04-2014 t/m 26-04-2014 Hitnotering (week 248 t/m 272): 10-05-2014 t/m 25-10-2014 Hitnotering (week 273): 15-11-2014 Hitnotering (week 274 t/m 293): 29-11-2014 t/m 11-04-2015 Hitnotering (week 294 t/m 322): 25-04-2015 t/m 07-11-2015 Hitnotering (week 323 t/m 340): 21-11-2015 t/m 19-03-2016 Hitnotering (week 341 t/m 349): 02-04-2016 t/m 28-05-2016 Hitnotering (week 350 t/m 365): 11-06-2016 t/m 24-09-2016 Hitnotering (week 366): 08-10-2016 Hitnotering (week 367 t/m 387): 05-11-2016 t/m 25-03-2017 Hitnotering (week 388 t/m 390): 08-04-2017 t/m 22-04-2017 Hitnotering (week 391 t/m 393): 06-05-2017 t/m 20-05-2017 Hitnotering (week 394): 03-06-2017 Hitnotering (week 395 t/m 397): 17-06-2017 t/m 01-07-2017 Hitnotering (week 398): 22-07-2017 Hitnotering (week 399): 12-08-2017 Hitnotering (week 400): 26-08-2017 Hitnotering (week 401 t/m 402): 16-09-2017 t/m 23-09-2017 Hitnotering (week 403 t/m 421): 05-01-2019 t/m heden | Hitnotering (week 1 t/m 9): 08-12-2001 t/m 02-02-2002 Hitnotering (week 10 t/m 12): 16-02-2002 t/m 02-03-2002 Hitnotering (week 13): 16-03-2002 Hitnotering (week 14 t/m 16): 09-11-2002 t/m 23-11-2002 Hitnotering (week 17 t/m 21): 21-12-2002 t/m 18-01-2003 Hitnotering (week 22 t/m 27): 03-01-2004 t/m 07-02-2004 Hitnotering (week 28 t/m 49): 10-04-2004 t/m 04-09-2004 Hitnotering (week 50 t/m 51): 20-11-2004 t/m 27-11-2004 Hitnotering (week 52 t/m 76): 11-12-2004 t/m 28-05-2005 Hitnotering (week 77 t/m 87): 11-11-2006 t/m 20-01-2007 Hitnotering (week 88 t/m 90): 03-02-2007 t/m 17-02-2007 Hitnotering (week 91 t/m 99): 12-01-2008 t/m 08-03-2008 Hitnotering (week 100 t/m 101): 12-04-2008 t/m 19-04-2008 Hitnotering (week 102): 03-05-2008 Hitnotering (week 103 t/m 105): 07-06-2008 t/m 21-06-2008 Hitnotering (week 106 t/m 111): 26-07-2008 t/m 30-08-2008 Hitnotering (week 112): 20-08-2011 Hitnotering (week 113 t/m 121): 03-09-2011 t/m 29-10-2011 Hitnotering (week 122 t/m 241): 12-11-2011 t/m 22-02-2014 Hitnotering (week 242 t/m 243): 08-03-2014 t/m 15-03-2014 Hitnotering (week 244 t/m 247): 05-04-2014 t/m 26-04-2014 Hitnotering (week 248 t/m 272): 10-05-2014 t/m 25-10-2014 Hitnotering (week 273): 15-11-2014 Hitnotering (week 274 t/m 293): 29-11-2014 t/m 11-04-2015 Hitnotering (week 294 t/m 322): 25-04-2015 t/m 07-11-2015 Hitnotering (week 323 t/m 340): 21-11-2015 t/m 19-03-2016 Hitnotering (week 341 t/m 349): 02-04-2016 t/m 28-05-2016 Hitnotering (week 350 t/m 365): 11-06-2016 t/m 24-09-2016 Hitnotering (week 366): 08-10-2016 Hitnotering (week 367 t/m 387): 05-11-2016 t/m 25-03-2017 Hitnotering (week 388 t/m 390): 08-04-2017 t/m 22-04-2017 Hitnotering (week 391 t/m 393): 06-05-2017 t/m 20-05-2017 Hitnotering (week 394): 03-06-2017 Hitnotering (week 395 t/m 397): 17-06-2017 t/m 01-07-2017 Hitnotering (week 398): 22-07-2017 Hitnotering (week 399): 12-08-2017 Hitnotering (week 400): 26-08-2017 Hitnotering (week 401 t/m 402): 16-09-2017 t/m 23-09-2017 Hitnotering (week 403 t/m 421): 05-01-2019 t/m heden | Hitnotering (week 1 t/m 9): 08-12-2001 t/m 02-02-2002 Hitnotering (week 10 t/m 12): 16-02-2002 t/m 02-03-2002 Hitnotering (week 13): 16-03-2002 Hitnotering (week 14 t/m 16): 09-11-2002 t/m 23-11-2002 Hitnotering (week 17 t/m 21): 21-12-2002 t/m 18-01-2003 Hitnotering (week 22 t/m 27): 03-01-2004 t/m 07-02-2004 Hitnotering (week 28 t/m 49): 10-04-2004 t/m 04-09-2004 Hitnotering (week 50 t/m 51): 20-11-2004 t/m 27-11-2004 Hitnotering (week 52 t/m 76): 11-12-2004 t/m 28-05-2005 Hitnotering (week 77 t/m 87): 11-11-2006 t/m 20-01-2007 Hitnotering (week 88 t/m 90): 03-02-2007 t/m 17-02-2007 Hitnotering (week 91 t/m 99): 12-01-2008 t/m 08-03-2008 Hitnotering (week 100 t/m 101): 12-04-2008 t/m 19-04-2008 Hitnotering (week 102): 03-05-2008 Hitnotering (week 103 t/m 105): 07-06-2008 t/m 21-06-2008 Hitnotering (week 106 t/m 111): 26-07-2008 t/m 30-08-2008 Hitnotering (week 112): 20-08-2011 Hitnotering (week 113 t/m 121): 03-09-2011 t/m 29-10-2011 Hitnotering (week 122 t/m 241): 12-11-2011 t/m 22-02-2014 Hitnotering (week 242 t/m 243): 08-03-2014 t/m 15-03-2014 Hitnotering (week 244 t/m 247): 05-04-2014 t/m 26-04-2014 Hitnotering (week 248 t/m 272): 10-05-2014 t/m 25-10-2014 Hitnotering (week 273): 15-11-2014 Hitnotering (week 274 t/m 293): 29-11-2014 t/m 11-04-2015 Hitnotering (week 294 t/m 322): 25-04-2015 t/m 07-11-2015 Hitnotering (week 323 t/m 340): 21-11-2015 t/m 19-03-2016 Hitnotering (week 341 t/m 349): 02-04-2016 t/m 28-05-2016 Hitnotering (week 350 t/m 365): 11-06-2016 t/m 24-09-2016 Hitnotering (week 366): 08-10-2016 Hitnotering (week 367 t/m 387): 05-11-2016 t/m 25-03-2017 Hitnotering (week 388 t/m 390): 08-04-2017 t/m 22-04-2017 Hitnotering (week 391 t/m 393): 06-05-2017 t/m 20-05-2017 Hitnotering (week 394): 03-06-2017 Hitnotering (week 395 t/m 397): 17-06-2017 t/m 01-07-2017 Hitnotering (week 398): 22-07-2017 Hitnotering (week 399): 12-08-2017 Hitnotering (week 400): 26-08-2017 Hitnotering (week 401 t/m 402): 16-09-2017 t/m 23-09-2017 Hitnotering (week 403 t/m 421): 05-01-2019 t/m heden | Hitnotering (week 1 t/m 9): 08-12-2001 t/m 02-02-2002 Hitnotering (week 10 t/m 12): 16-02-2002 t/m 02-03-2002 Hitnotering (week 13): 16-03-2002 Hitnotering (week 14 t/m 16): 09-11-2002 t/m 23-11-2002 Hitnotering (week 17 t/m 21): 21-12-2002 t/m 18-01-2003 Hitnotering (week 22 t/m 27): 03-01-2004 t/m 07-02-2004 Hitnotering (week 28 t/m 49): 10-04-2004 t/m 04-09-2004 Hitnotering (week 50 t/m 51): 20-11-2004 t/m 27-11-2004 Hitnotering (week 52 t/m 76): 11-12-2004 t/m 28-05-2005 Hitnotering (week 77 t/m 87): 11-11-2006 t/m 20-01-2007 Hitnotering (week 88 t/m 90): 03-02-2007 t/m 17-02-2007 Hitnotering (week 91 t/m 99): 12-01-2008 t/m 08-03-2008 Hitnotering (week 100 t/m 101): 12-04-2008 t/m 19-04-2008 Hitnotering (week 102): 03-05-2008 Hitnotering (week 103 t/m 105): 07-06-2008 t/m 21-06-2008 Hitnotering (week 106 t/m 111): 26-07-2008 t/m 30-08-2008 Hitnotering (week 112): 20-08-2011 Hitnotering (week 113 t/m 121): 03-09-2011 t/m 29-10-2011 Hitnotering (week 122 t/m 241): 12-11-2011 t/m 22-02-2014 Hitnotering (week 242 t/m 243): 08-03-2014 t/m 15-03-2014 Hitnotering (week 244 t/m 247): 05-04-2014 t/m 26-04-2014 Hitnotering (week 248 t/m 272): 10-05-2014 t/m 25-10-2014 Hitnotering (week 273): 15-11-2014 Hitnotering (week 274 t/m 293): 29-11-2014 t/m 11-04-2015 Hitnotering (week 294 t/m 322): 25-04-2015 t/m 07-11-2015 Hitnotering (week 323 t/m 340): 21-11-2015 t/m 19-03-2016 Hitnotering (week 341 t/m 349): 02-04-2016 t/m 28-05-2016 Hitnotering (week 350 t/m 365): 11-06-2016 t/m 24-09-2016 Hitnotering (week 366): 08-10-2016 Hitnotering (week 367 t/m 387): 05-11-2016 t/m 25-03-2017 Hitnotering (week 388 t/m 390): 08-04-2017 t/m 22-04-2017 Hitnotering (week 391 t/m 393): 06-05-2017 t/m 20-05-2017 Hitnotering (week 394): 03-06-2017 Hitnotering (week 395 t/m 397): 17-06-2017 t/m 01-07-2017 Hitnotering (week 398): 22-07-2017 Hitnotering (week 399): 12-08-2017 Hitnotering (week 400): 26-08-2017 Hitnotering (week 401 t/m 402): 16-09-2017 t/m 23-09-2017 Hitnotering (week 403 t/m 421): 05-01-2019 t/m heden | Hitnotering (week 1 t/m 9): 08-12-2001 t/m 02-02-2002 Hitnotering (week 10 t/m 12): 16-02-2002 t/m 02-03-2002 Hitnotering (week 13): 16-03-2002 Hitnotering (week 14 t/m 16): 09-11-2002 t/m 23-11-2002 Hitnotering (week 17 t/m 21): 21-12-2002 t/m 18-01-2003 Hitnotering (week 22 t/m 27): 03-01-2004 t/m 07-02-2004 Hitnotering (week 28 t/m 49): 10-04-2004 t/m 04-09-2004 Hitnotering (week 50 t/m 51): 20-11-2004 t/m 27-11-2004 Hitnotering (week 52 t/m 76): 11-12-2004 t/m 28-05-2005 Hitnotering (week 77 t/m 87): 11-11-2006 t/m 20-01-2007 Hitnotering (week 88 t/m 90): 03-02-2007 t/m 17-02-2007 Hitnotering (week 91 t/m 99): 12-01-2008 t/m 08-03-2008 Hitnotering (week 100 t/m 101): 12-04-2008 t/m 19-04-2008 Hitnotering (week 102): 03-05-2008 Hitnotering (week 103 t/m 105): 07-06-2008 t/m 21-06-2008 Hitnotering (week 106 t/m 111): 26-07-2008 t/m 30-08-2008 Hitnotering (week 112): 20-08-2011 Hitnotering (week 113 t/m 121): 03-09-2011 t/m 29-10-2011 Hitnotering (week 122 t/m 241): 12-11-2011 t/m 22-02-2014 Hitnotering (week 242 t/m 243): 08-03-2014 t/m 15-03-2014 Hitnotering (week 244 t/m 247): 05-04-2014 t/m 26-04-2014 Hitnotering (week 248 t/m 272): 10-05-2014 t/m 25-10-2014 Hitnotering (week 273): 15-11-2014 Hitnotering (week 274 t/m 293): 29-11-2014 t/m 11-04-2015 Hitnotering (week 294 t/m 322): 25-04-2015 t/m 07-11-2015 Hitnotering (week 323 t/m 340): 21-11-2015 t/m 19-03-2016 Hitnotering (week 341 t/m 349): 02-04-2016 t/m 28-05-2016 Hitnotering (week 350 t/m 365): 11-06-2016 t/m 24-09-2016 Hitnotering (week 366): 08-10-2016 Hitnotering (week 367 t/m 387): 05-11-2016 t/m 25-03-2017 Hitnotering (week 388 t/m 390): 08-04-2017 t/m 22-04-2017 Hitnotering (week 391 t/m 393): 06-05-2017 t/m 20-05-2017 Hitnotering (week 394): 03-06-2017 Hitnotering (week 395 t/m 397): 17-06-2017 t/m 01-07-2017 Hitnotering (week 398): 22-07-2017 Hitnotering (week 399): 12-08-2017 Hitnotering (week 400): 26-08-2017 Hitnotering (week 401 t/m 402): 16-09-2017 t/m 23-09-2017 Hitnotering (week 403 t/m 421): 05-01-2019 t/m heden |
| Week: | 1 | 2 | 3 | 4 | 5 | 6 | 7 | 8 | 9 | | 10 | 11 | 12 | | 13 | | 14 | 15 | 16 | |
| --- | --- | --- | --- | --- | --- | --- | --- | --- | --- | --- | --- | --- | --- | --- | --- | --- | --- | --- | --- | --- |
| Positie: | 26 | 14 | 17 | 11 | 10 | 14 | 18 | 29 | 45 | uit | 44 | 41 | 50 | uit | 48 | uit | 45 | 40 | 44 | uit |
| Week: | 17 | 18 | 19 | 20 | 21 | | 22 | 23 | 24 | 25 | 26 | 27 | | 28 | 29 | 30 | 31 | 32 | 33 | 34 |
| Positie: | 38 | 32 | 30 | 33 | 38 | uit | 89 | 77 | 75 | 73 | 90 | 93 | uit | 81 | 56 | 47 | 57 | 51 | 47 | 53 |
| Week: | 35 | 36 | 37 | 38 | 39 | 40 | 41 | 42 | 43 | 44 | 45 | 46 | 47 | 48 | 49 | | 50 | 51 | | 52 |
| Positie: | 52 | 61 | 56 | 61 | 65 | 66 | 70 | 68 | 67 | 59 | 63 | 87 | 72 | 49 | 64 | uit | 86 | 98 | uit | 98 |
| Week: | 53 | 54 | 55 | 56 | 57 | 58 | 59 | 60 | 61 | 62 | 63 | 64 | 65 | 66 | 67 | 68 | 69 | 70 | 71 | 72 |
| Positie: | 99 | 89 | 74 | 70 | 74 | 74 | 56 | 44 | 42 | 35 | 39 | 54 | 74 | 78 | 74 | 74 | 76 | 79 | 68 | 49 |
| Week: | 73 | 74 | 75 | 76 | | 77 | 78 | 79 | 80 | 81 | 82 | 83 | 84 | 85 | 86 | 87 | | 88 | 89 | 90 |
| Positie: | 52 | 50 | 56 | 86 | uit | 73 | 54 | 41 | 45 | 59 | 69 | 74 | 74 | 71 | 66 | 83 | uit | 94 | 74 | 82 |
| Week: | | 91 | 92 | 93 | 94 | 95 | 96 | 97 | 98 | 99 | | 100 | 101 | | 102 | | 103 | 104 | 105 | |
| Positie: | uit | 93 | 65 | 65 | 65 | 65 | 74 | 88 | 96 | 99 | uit | 98 | 95 | uit | 91 | uit | 97 | 88 | 83 | uit |
| Week: | 106 | 107 | 108 | 109 | 110 | 111 | | 112 | | 113 | 114 | 115 | 116 | 117 | 118 | 119 | 120 | 121 | | 122 |
| Positie: | 91 | 89 | 68 | 75 | 68 | 98 | uit | 99 | uit | 87 | 54 | 50 | 83 | 90 | 61 | 95 | 78 | 99 | uit | 89 |
| Week: | 123 | 124 | 125 | 126 | 127 | 128 | 129 | 130 | 131 | 132 | 133 | 134 | 135 | 136 | 137 | 138 | 139 | 140 | 141 | 142 |
| Positie: | 64 | 55 | 24 | 23 | 17 | 15 | 17 | 20 | 20 | 20 | 17 | 23 | 40 | 45 | 57 | 56 | 48 | 52 | 64 | 56 |
| Week: | 143 | 144 | 145 | 146 | 147 | 148 | 149 | 150 | 151 | 152 | 153 | 154 | 155 | 156 | 157 | 158 | 159 | 160 | 161 | 162 |
| Positie: | 59 | 74 | 60 | 68 | 93 | 91 | 93 | 86 | 100 | 110 | 79 | 105 | 108 | 108 | 84 | 68 | 55 | 89 | 108 | 89 |
| Week: | 163 | 164 | 165 | 166 | 167 | 168 | 169 | 170 | 171 | 172 | 173 | 174 | 175 | 176 | 177 | 178 | 179 | 180 | 181 | 182 |
| Positie: | 51 | 69 | 73 | 55 | 62 | 65 | 54 | 79 | 93 | 83 | 51 | 75 | 72 | 96 | 120 | 93 | 84 | 89 | 63 | 61 |
| Week: | 183 | 184 | 185 | 186 | 187 | 188 | 189 | 190 | 191 | 192 | 193 | 194 | 195 | 196 | 197 | 198 | 199 | 200 | 201 | 202 |
| Positie: | 68 | 66 | 65 | 63 | 72 | 78 | 73 | 94 | 104 | 96 | 119 | 109 | 116 | 112 | 149 | 125 | 101 | 62 | 47 | 74 |
| Week: | 203 | 204 | 205 | 206 | 207 | 208 | 209 | 210 | 211 | 212 | 213 | 214 | 215 | 216 | 217 | 218 | 219 | 220 | 221 | 222 |
| Positie: | 77 | 137 | 98 | 102 | 101 | 117 | 70 | 108 | 109 | 115 | 70 | 65 | 53 | 75 | 52 | 57 | 104 | 86 | 93 | 120 |
| Week: | 223 | 224 | 225 | 226 | 227 | 228 | 229 | 230 | 231 | 232 | 233 | 234 | 235 | 236 | 237 | 238 | 239 | 240 | 241 | |
| Positie: | 104 | 138 | 95 | 109 | 137 | 142 | 137 | 143 | 89 | 79 | 66 | 66 | 89 | 158 | 84 | 102 | 154 | 148 | 154 | uit |
| Week: | 242 | 243 | | 244 | 245 | 246 | 247 | | 248 | 249 | 250 | 251 | 252 | 253 | 254 | 255 | 256 | 257 | 258 | 259 |
| Positie: | 200 | 117 | uit | 141 | 152 | 190 | 194 | uit | 154 | 184 | 149 | 163 | 128 | 163 | 144 | 175 | 196 | 129 | 154 | 176 |
| Week: | 260 | 261 | 262 | 263 | 264 | 265 | 266 | 267 | 268 | 269 | 270 | 271 | 272 | | 273 | | 274 | 275 | 276 | 277 |
| Positie: | 99 | 156 | 129 | 122 | 77 | 96 | 166 | 115 | 96 | 135 | 157 | 165 | 132 | uit | 168 | uit | 160 | 192 | 195 | 126 |
| Week: | 278 | 279 | 280 | 281 | 282 | 283 | 284 | 285 | 286 | 287 | 288 | 289 | 290 | 291 | 292 | 293 | | 294 | 295 | 296 |
| Positie: | 103 | 113 | 104 | 64 | 92 | 143 | 141 | 124 | 122 | 120 | 125 | 96 | 142 | 198 | 147 | 137 | uit | 180 | 161 | 115 |
| Week: | 297 | 298 | 299 | 300 | 301 | 302 | 303 | 304 | 305 | 306 | 307 | 308 | 309 | 310 | 311 | 312 | 313 | 314 | 315 | 316 |
| Positie: | 78 | 122 | 144 | 134 | 124 | 164 | 125 | 187 | 131 | 132 | 142 | 164 | 127 | 126 | 106 | 200 | 188 | 161 | 170 | 147 |
| Week: | 317 | 318 | 319 | 320 | 321 | 322 | | 323 | 324 | 325 | 326 | 327 | 328 | 329 | 330 | 331 | 332 | 333 | 334 | 335 |
| Positie: | 119 | 127 | 161 | 116 | 190 | 168 | uit | 119 | 173 | 130 | 125 | 99 | 74 | 79 | 52 | 58 | 52 | 72 | 79 | 118 |
| Week: | 336 | 337 | 338 | 339 | 340 | | 341 | 342 | 343 | 344 | 345 | 346 | 347 | 348 | 349 | | 350 | 351 | 352 | 353 |
| Positie: | 142 | 129 | 125 | 131 | 99 | uit | 129 | 154 | 114 | 114 | 105 | 135 | 184 | 118 | 112 | uit | 163 | 143 | 140 | 116 |
| Week: | 354 | 355 | 356 | 357 | 358 | 359 | 360 | 361 | 362 | 363 | 364 | 365 | | 366 | | 367 | 368 | 369 | 370 | 371 |
| Positie: | 137 | 108 | 123 | 98 | 103 | 142 | 126 | 121 | 142 | 96 | 176 | 117 | uit | 189 | uit | 167 | 144 | 174 | 162 | 96 |
| Week: | 372 | 373 | 374 | 375 | 376 | 377 | 378 | 379 | 380 | 381 | 382 | 383 | 384 | 385 | 386 | 387 | | 388 | 389 | 390 |
| Positie: | 103 | 79 | 82 | 64 | 71 | 63 | 89 | 78 | 135 | 88 | 123 | 135 | 154 | 149 | 164 | 119 | uit | 111 | 137 | 99 |
| Week: | | 391 | 392 | 393 | | 394 | | 395 | 396 | 397 | | 398 | | 399 | | 400 | | 401 | 402 | |
| Positie: | uit | 128 | 103 | 112 | uit | 121 | uit | 170 | 114 | 172 | uit | 196 | uit | 125 | uit | 178 | uit | 139 | 185 | uit |
| Week: | 403 | 404 | 405 | 406 | 407 | 408 | 409 | 410 | 411 | 412 | 413 | 414 | 415 | 416 | 417 | 418 | 419 | 420 | 421 | |
| Positie: | 21 | 21 | 20 | 22 | 26 | 15 | 23 | 18 | 16 | 11 | 21 | 19 | 34 | 44 | 36 | 39 | 39 | 53 | 34 | |